# Frauen in der Wissenschaft

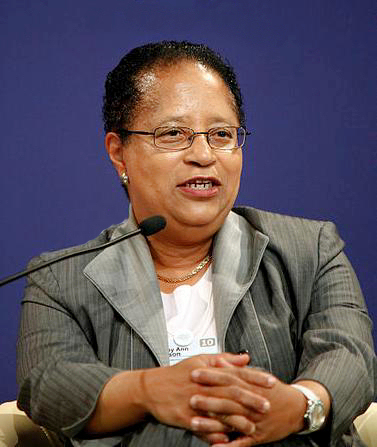
Die US-amerikanische Atomphysikerin Shirley Ann Jackson auf dem Weltwirtschaftsforum in China 2010

Frauen in der Wissenschaft handelt von der Rolle, dem Wirken und der Wahrnehmung von Wissenschaftlerinnen und forschenden Frauen in Geschichte und Gegenwart.
Weltweit sind mehr Männer als Frauen in der universitären sowie außeruniversitären Forschung tätig. In OECD-Ländern steht der geringere Anteil an Wissenschaftlerinnen aber einer weitgehend ausgeglichenen Relation zwischen Studentinnen und Studenten gegenüber. In den meisten Ländern wächst die Partizipation von Frauen in der Wissenschaft langsam und stetig. Kohortenstudien weisen aber darauf hin, dass mehr Frauen als Männer von einer wissenschaftlichen Karrierestufe zur nächsten den Wissenschaftsbetrieb verlassen. Die Gründe, die in den Untersuchungen dafür ermittelt werden, reichen von biologistischen Erklärungen (zum Beispiel mit der Behauptung einer geringeren Intellektualität der Frau) bis hin zur Analyse äußerer Einflussfaktoren und der Feststellung informeller Geschlechterhierarchien in der Gesellschaft.
Historische Belege für die Existenz von Wissenschaftlerinnen in der Geschichte sind seit frühester Zeit bekannt. Je nach Region, Zeitepoche und gesellschaftlichem System konnte die Arbeit der frühen Forscherinnen mehr oder weniger Geltung gewinnen beziehungsweise eine historische Überlieferung bis in die heutige Zeit erfahren. In der Antike und weit darüber hinaus schufen Frauen neues Wissen vornehmlich in den Bereichen Medizin und Chemie bzw. Alchemie. Im antiken Griechenland hatten einige mathematisch-philosophische Denkschulen viele aktive weibliche Mitglieder, von denen heute nur wenig bekannt ist. Das europäische Mittelalter trennte die Forschenden per Geschlecht in zwei Gruppen auf und verlagerte weibliche Wissenschaft in die Nonnenklöster. In den modernen Universitäten der frühen Neuzeit waren Frauen bis auf Ausnahmen (zum Beispiel in Teilen Italiens) nicht zugelassen. In den folgenden Jahrhunderten zentrierte sich die Wissenschaft in einem kleinen akademischen Zirkel, von dem Frauen institutionell durch eine weitgehende Geschlechterseparierung im Bildungssystem ausgeschlossen wurden. Seit dem späten 19. Jahrhundert werden Frauen in vielen Ländern schrittweise zur akademischen Befähigung für das wissenschaftliche Arbeiten zugelassen.
Frauen wurden viele Jahrhunderte lang nicht oder als marginale Erscheinung des traditionell männlich dominierten Wissenschaftsbetriebs betrachtet. Seit den 1970er Jahren widmen sich die Sozial- und Geschichtswissenschaften der Erforschung ihres Wirkens in wissenschaftlich orientierten Berufsfeldern und analysieren die sich Frauen früher und heute stellenden Probleme bei Berufseinstieg und Geltendmachung ihrer Arbeitsergebnisse.
Auf Beschluss der Generalversammlung der Vereinten Nationen vom 22. Dezember 2015 wurde der „Internationale Tag der Frauen und Mädchen in der Wissenschaft“ auf den 11. Februar gelegt.

## Aktuelle Situation
Die Wissenschaft ist in allen Ländern ein vorwiegend männlich dominiertes Feld. Weltweit verlassen Frauen ihre wissenschaftlichen Karrieren häufiger als ihre männlichen Kollegen. Im Jahr 2005 ist in den Staaten der OECD die Anzahl der Hochschulstudentinnen bedeutend höher als die Anzahl der Frauen, die in Forschungseinrichtungen angestellt sind. Forschende Frauen arbeiten durchschnittlich – auch bei gleicher Qualifikation – in niedriger gestellten Positionen als ihre männlichen Kollegen. In der universitären und industriellen Forschung arbeiten Frauen vorrangig in den Bereichen Biologie, Gesundheit, Landwirtschaft und Arzneimittelforschung, weniger jedoch in der Physik, der Informatik und in den Ingenieurwissenschaften.
Die USA besitzen vergleichsweise zu anderen OECD-Ländern eine hohe Rate an Wissenschaftlerinnen. Frauen hielten dort 2003 24 % der Professuren. Sie stellten zudem 39 % aller wissenschaftlichen Vollzeit-Beschäftigten. 2001 waren 43,4 % aller Doktoranden weiblich. In den Vereinigten Staaten existieren zahlreiche, von Unternehmen finanzierte Förderprogramme für Nachwuchswissenschaftlerinnen, womit das Phänomen zu erklären ist, dass dort zwei Drittel aller Wissenschaftlerinnen außeruniversitäre Forschung betreiben.
Der Anteil von Wissenschaftlerinnen in akademischen Führungspositionen in Deutschland hat sich in den letzten Jahrzehnten signifikant erhöht, liegt jedoch noch unter dem prozentualen Anteil am Gesamtpersonal der Hochschulen und außeruniversitären Einrichtungen. 2010 lehrten und forschten an deutschen Hochschulen etwa 7300 Professorinnen. Sie stellten etwa 19 % der Lehrstuhlinhabenden. Der Frauenanteil an Habilitationen lag 2009 bei 24 %, der an Promotionen bei 44 %. An außeruniversitären Forschungseinrichtungen befindet sich mit 11,4 % eine vergleichsweise geringe Anzahl Frauen in Führungspositionen. In der Max-Planck-Gesellschaft sind mit 19 % überdurchschnittlich viele Wissenschaftlerinnen in leitenden Positionen, in der Fraunhofer-Gesellschaft mit 2,4 % unterdurchschnittlich wenige. In der industriellen Forschung liegt der Frauenanteil in Deutschland mit 11,8 % weit unter dem europäischen Durchschnitt.
In den einzelnen Fachrichtungen unterscheiden sich die prozentualen Anteile der deutschen Studentinnen und des weiblichen wissenschaftlichen Personals beträchtlich: Während etwa 84 % der Studierenden der Veterinärmedizin weiblich sind, sind es in den Ingenieurwissenschaften lediglich 21 %. Bis auf die Fächergruppe Sport / Sportmedizin sind die prozentualen Anteile weiblicher Studierender in den vergangenen Jahren in allen Fächergruppen stetig angestiegen. In den MINT-Fächern lag im Wintersemester 2010/11 der Anteil der Studentinnen der Mathematik bei 49 %, der Pharmazie bei 73 % und der Biologie bei 64 %. Demgegenüber waren 81 % der Studierenden in den Fächern Physik und Astronomie männlich. Die Informatik, die bezüglich der Studierenden einen geringen Frauenanteil von 15 % aufweist, mindert den im Übrigen paritätischen Frauenanteil in den MINT-Fächern auf 37 % herab. Tendenzen der Verteilung von Geschlechteranteilen bei der Wahl des Studienfaches setzen sich in den Promotionen fort: In den Kunstwissenschaften und in der Veterinärmedizin ist der Anteil der Promovendinnen mit 60–73 % am höchsten, in den Ingenieurwissenschaften mit 13,4 % am niedrigsten. Mathematik und Naturwissenschaften weisen mit 36,8 % etwas mehr Promovendinnen auf als die Rechts-, Wirtschafts- und Sozialwissenschaften mit etwa 33 %.
Österreich besitzt mit einem Gesamtanteil von 20,7 % Wissenschaftlerinnen eine der niedrigsten Raten Europas (Stand 2002); in der industriellen Forschung ist deren Anteil nur halb so hoch. Ende 2012 hatten in Österreich 504 Frauen eine Professur inne; das entspricht einem Anteil von 21,6 %. Im selben Jahr habilitierten sich 81 Wissenschaftlerinnen und damit anteilig 30,9 % an österreichischen Universitäten. Dies setzt die Tendenz einer kontinuierlichen Steigerung der Zahl der österreichischen Professorinnen von 17,7 % 2009 fort. Nach einer statistischen Auswertung des Bundesministeriums für Wissenschaft, Forschung und Wirtschaft hat sich der Glasdecken-Index im österreichischen Wissenschaftssystem seit 2009 von 0,55 auf 0,63 gehoben, das heißt, die Gläserne Decke ist für Frauen durchlässiger geworden. In den einzelnen Disziplinen hat sich in Österreich die Zahl der Studienabschlüsse von Frauen in den Sozial-, Geistes- und Wirtschaftswissenschaften der der Männer angeglichen, während sie in den Naturwissenschaften explodiert ist. In den Ingenieurwissenschaften hat sich die Schere zuungunsten der Frauen vergrößert. In den letzten Jahren ist der Frauenanteil in der Forschung in Österreich gestiegen und lag im Jahr 2019 mit 30,4 Prozent immer noch unter dem europäischen Durchschnitt.
Osteuropäische Länder schließen im Bereich der industriellen Forschung mit einem Frauenanteil von bis zu 40 % bezüglich der Gleichstellung im Wissenschaftsbereich am besten ab. Die prozentual wenigsten Wissenschaftlerinnen aller OECD-Länder hat mit nur 11,6 % Japan zu verzeichnen.
In Ländern der Dritten Welt sind Frauen für gewöhnlich schwächer in die Wissenschaft integriert als in OECD-Ländern, vor allem abseits der Life Sciences, und erlangen wenigere und niedrigere Abschlüsse. Da Universitäten in vielen afrikanischen Ländern seit den 1980er Jahren wegen wirtschaftlicher Rezessionen und struktureller Abgleichungsprozesse unterfinanziert sind und ihren Mitarbeitern dementsprechend wenig Forschungsbudget zur Verfügung steht, werden diese in der internationalen Wissenschaftswelt meist nur marginal wahrgenommen. Schwarze Frauen, die während ihres Studiums oder als Doktorandin ins westliche Ausland gingen, berichten davon, dass ihre Qualifikation dort subtil infrage gestellt wurde. Afrikanische Wissenschaftlerinnen müssen ihre Legitimität in der Wissenschaftsgemeinde wiederholt verteidigen. In Lateinamerika steigt die Anzahl der Studentinnen der Natur- und Ingenieurwissenschaften zwar langsam, eine Umsetzung dieses Trends in höhere akademische Grade vollzieht sich aufgrund weiterbestehender Hürden jedoch nicht. Lediglich Brasilien hat eine hohe Einbindung von Absolventinnen im akademischen Arbeitsmarkt.

### Hindernisse der wissenschaftlichen Karriere von Frauen
In der Frage nach der geringen Teilhabe von Frauen an der Wissenschaft werden verschiedene Erklärungsansätze herangezogen, die Joyce Tang in vier Hauptargumente kategorisiert:
1. dem biologistischen Ansatz, der von geringeren analytischen und selbstbeherrschenden Fähigkeiten von Frauen ausgeht,
2. dem Individual-Choice-Ansatz, der von verschiedenen Vorlieben von Frauen und Männern in der Lebensgestaltung ausgeht,
3. dem sozial-strukturellen Ansatz, der von äußeren, sozialen Einflussfaktoren auf die Karrierewege von Frauen ausgeht und
4. dem institutionellen Ansatz, der von informellen Geschlechterhierarchien in der Gesellschaftsordnung ausgeht.

Eine OECD-Studie von 2006 benennt als Gründe für den geringen Frauenanteil in wissenschaftlichen Führungspositionen die Schwierigkeiten, eine wissenschaftliche Karriere mit Kinderbetreuung zu vereinbaren, die hohen Anforderungen an die Mobilität in der frühen Forschungskarriere, eine Bevorzugung von Nachwuchswissenschaftlern und -wissenschaftlerinnen mit vielen Publikationen gegenüber jenen, die vorrangig oder auch Lehre betreiben, eine geringe Beteiligung von Frauen an der Ausarbeitung von Forschungsvorhaben und eine daraus folgende Dominanz männlich-orientierter Forschungsprogramme sowie ein Mangel an weiblichen Vorbildern in leitenden Positionen. Dies, so schlussfolgert die Studie, impliziere das Risiko eines umfassenden Verlustes von Humankapital von einer Qualifikationsstufe zur nächsten und gefährde die Gleichberechtigung zwischen den Geschlechtern, die sich die OECD zum Ziel gesetzt habe.
Von der geschlechterrollenspezifischen Erwartung an Frauen, zugunsten von Kinderbetreuung, Familie und Hausarbeit Kompromisse in der eigenen Karriere einzugehen, werden im Folgenden strukturelle Barrieren des Hochschulbetriebes unterschieden.

#### Vereinbarkeit von Wissenschaft und Familie

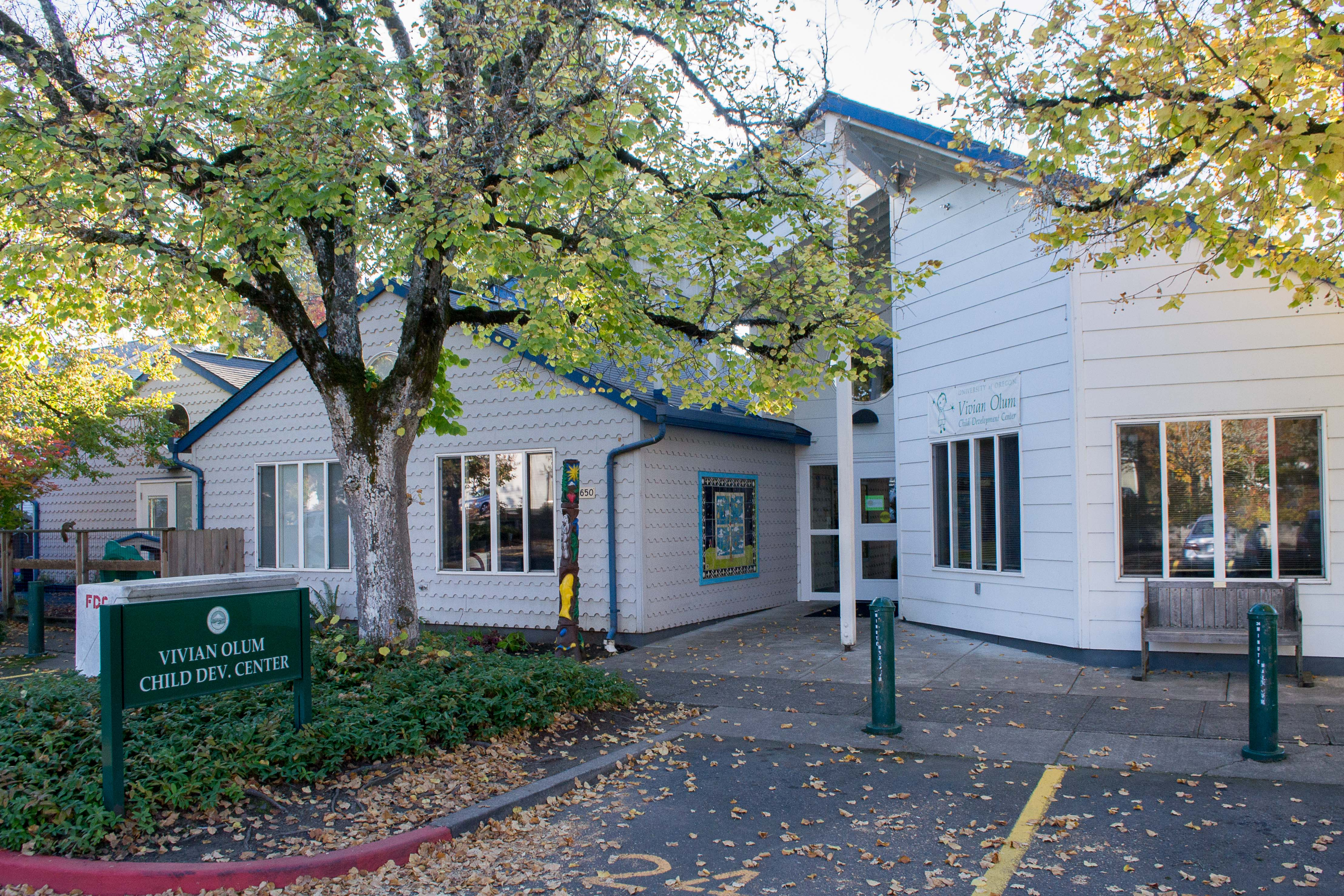
Universitätskindergärten wie hier in Oregon betreuen die Kinder von Studierenden und Angestellten. Die Anmeldungen überschreiten die Zahl der Betreuungsplätze oft um ein Vielfaches

Hochqualifizierte Frauen sehen sich nach der Geburt eines Kindes häufig mit Schwierigkeiten konfrontiert, ihre Karriere fortzusetzen. Statistisch gelangen Frauen mit Kindern wegen der schwierigen Vereinbarkeit von Familie und Beruf selten in wissenschaftliche Spitzenpositionen. Das WZB-Projekt „Gemeinsam Karriere machen“ untersuchte die Faktoren, die eine erfolgreiche von einer weniger erfolgreichen wissenschaftlichen Karriere unterschieden. Grundsätzlich zeigte sich, dass sich die Familiensituationen von Wissenschaftlerinnen mit und ohne erfolgreicher Karriere stark unterscheiden. Lediglich 44 % aller erfolgreichen Wissenschaftlerinnen haben Kinder – die Hälfte von jenen nur eines. Zudem wurde offenbar, dass die wissenschaftlich erfolgreichen Mütter ihre Familie meist erst nach der Promotion gegründet hatten. In qualitativen Interviews gaben promovierte und habilitierte Mütter an, sie hätten über den richtigen Zeitpunkt für die Familiengründung lange nachgedacht, da sie einen Karriereknick befürchtet hatten. Dies führte bei den befragten Frauen zu einem Aufschub der Familiengründung. In einer Publikation unterscheidet das WZB-Projekt auf der Grundlage einer Studie mit 750 Wissenschaftlerinnen drei Familiensituationen:
1. Orientierung an traditioneller Arbeitsteilung zwischen Mann und Frau: Für diese Wissenschaftlerinnen ist es selbstverständlich, die Hauptverantwortung für die Betreuung eines Kindes zu übernehmen. Sie fordern das Engagement ihres Partners nicht ein und nutzen Krippen, Kitas, Tagesmütter oder Verwandte, um ihre Karriere verfolgen zu können.
2. Gleichheitserwartungen: Diese Frauen erwarten ein gleiches Engagement ihrer Partner bei der Kinderbetreuung, können dies jedoch nicht realisieren. Faktisch übernehmen sie dadurch unfreiwillig einen Großteil der Familienarbeit. Als Rechtfertigung für den geringen Einsatz ihres Partners geben sie häufig seinen Beruf an, der mit der Kinderbetreuung weniger vereinbar sei als ihre eigene Arbeit in der Wissenschaft. In Gesprächen zwischen den Partnern ist die Kinderbetreuung ein häufiges und konfliktives Thema.
3. Umsetzung der Gleichberechtigung: Diese Gruppe von Wissenschaftlerinnen kann die Gleichheit in Familie und Beruf umsetzen. Die Väter oder Partner übernehmen hier einen Teil der Elternzeit und vereinbaren danach mit ihrem Arbeitgeber flexiblere Arbeitszeiten. Häufiges Gesprächsthema zwischen den Partnern ist, wie beide Erwerbs- und Familienarbeit ausbalancieren können.

Die Gruppe der Wissenschaftlerinnen mit traditionellen Arrangements der Kinderbetreuung ist laut Studie quantitativ die größte. Diese Wissenschaftlerinnen haben laut der Studie deutlich schlechtere Karrierechancen als jene, die zuhause von ihren Partnern, ihren Partnerinnen oder ihrer Familie entlastet werden.
Die hohe Mobilitätserwartung im Wissenschaftsbetrieb ist ein weiterer Faktor, der die Vereinbarkeit von Wissenschaft und Familie erschwert. Wissenschaftlerinnen verhalten sich auf dem internationalen Arbeitsmarkt im Durchschnitt weniger mobil als ihre Kollegen. Diese Unterschiede tauchen jedoch nur bei Wissenschaftlerinnen auf, die eine Familie haben. Akademikerinnen mit Familie befinden sich häufiger in dem Dilemma, ihre räumliche Flexibilität zugunsten des Verweilens am Wohnort ihres Partners einzuschränken, während Partnerinnen von Wissenschaftlern dessen Umzüge häufiger mit bestreiten. Frauen haben fünf Jahre nach dem Doktorat mit gleicher Wahrscheinlichkeit wie Männer einen akademischen Auslandsaufenthalt absolviert; die Wahrscheinlichkeit sinkt mit dem Alter und der Anzahl der Kinder.

#### Homosoziale Prägung des Wissenschaftsbetriebes
Eine strukturelle Benachteiligung von Frauen tritt bei Bewerbungen auf, in denen die Bewerbenden ihr Geschlecht angeben müssen. In einer quantitativen Studie der Yale University wurden fiktive Bewerberinnen von männlichen und weiblichen Versuchspersonen als geringer qualifiziert eingeschätzt als fiktive Bewerber, obwohl Lebenslauf und Motivationsschreiben beider Geschlechter wortgleich waren. Frauen werden zudem bei Projekt- und Drittmittel-Anträgen sowie bei Peer-Review-Verfahren zur Beurteilung der Publikationsfähigkeit wissenschaftlicher Artikel benachteiligt: Anträge und Beiträge von Frauen würden dabei häufiger abgelehnt, wenn den Entscheidenden das Geschlecht des Beantragenden oder der verfassenden Person eines Papers bekannt ist. In der Schweiz etwa betrug 2007 der Frauenanteil bei den Forschungsanträgen an den Schweizerischen Nationalfonds (SNF) 19 % und lediglich 14 % der letztlich zugesprochenen Projektförderungen wurden von Wissenschaftlerinnen angestoßen. Laut einem Systhesebericht des SNF unterscheiden sich die Forschungsgesuche von Wissenschaftlerinnen, ihre Anzahl, ihre Bewilligungsquote und die Beträge der Förderung jedoch nicht signifikant von jenen der schweizerischen Wissenschaftler.
Die Kriterien zur Bewertung wissenschaftlicher Leistung werden dabei von der Arbeitskultur der dominierenden Gruppe geprägt – bei einer quantitativen Überlegenheit von Männern in Leitungspositionen und Entscheidungsgremien seien ein 100-prozentiger Zeiteinsatz für die Wissenschaft, eine Karriere ohne Unterbrechungen und kompetitives Verhalten wichtige Leistungskriterien. Untersuchungen weisen darauf hin, dass es keine Geschlechterdifferenzen bei Annahme oder Ablehnung gibt, sobald die Verfahren anonymisiert durchgeführt werden.
In Deutschland zeichnet sich die Rekrutierung des wissenschaftlichen Nachwuchses durch eine starke Personenorientierung, das Prinzip der homosozialen Kooptation und einen langen mit hoher Unsicherheit und Abhängigkeit behafteten Qualifikationsprozess aus. Dies grenzt Nachwuchswissenschaftlerinnen oft nicht nur aus dem Wissenschaftsbetrieb, sondern auch aus informellen Netzwerken aus. Da sich die Stellenvergabe im deutschen Wissenschaftsbetrieb trotz Ausschreibungspflicht häufig informell vollzieht, werden integrierte Personen bevorzugt. Auf die Aufstiegschancen von Frauen wirkt sich diese Praxis negativ aus, weil sie häufig bereits während der Dissertationsphase desintegriert sind. Bei offiziell ausgeschriebenen Stellen profitieren Wissenschaftlerinnen von der höheren Transparenz und stärkeren Formalisierung des Verfahrens. Sie bekommen solche Stellen häufiger als Männer.
Zudem basiert die deutsche Wissenschaftsgemeinde auf einem von traditioneller Männlichkeit geprägten Berufsethos, der eine unbedingte und über die offizielle Arbeitszeit hinausgehende Hingabe zur Wissenschaft verlangt, die nur unter der Befreiung von alltäglicher Hausarbeit und Kinderbetreuung möglich ist. Daraus ergeben sich unterschiedliche Leistungserwartungen an Männer und Frauen. Die Rollenzuschreibungen führen zu einer erhöhten Arbeitsinvestitionen durch die Wissenschaftlerinnen, die so deren Wirkung zu kompensieren versuchen, sowie zu einer vorsichtigeren Investition materieller und immaterieller Ressourcen in Wissenschaftlerinnen durch die Vorgesetzten bei zugleich intensiverer Investition in männliche Nachwuchswissenschaftler.
Eine im Bereich der Physik durchgeführte Studie deutet darauf hin, dass quasi nur Männer vom „Pionier-Vorteil“ bei der Publikation neuer Forschungsergebnisse profitieren. Frauen, die als erste ihres Faches zu einem Thema publizieren, werden dagegen kaum häufiger zitiert. Dies wird als ein zentraler Verzerrung im Wissenschaftssystem interpretiert, aus dem weitere geschlechtsspezifische Wahrnehmungsunterschiede folgten.

#### Der Einfluss der Geniehypothese
2015 wurden in der renommierten Zeitschrift Science Ergebnisse einer in den USA von Sarah-Jane Leslie, Andrei Cimpian und anderen durchgeführten Studie publiziert. Diese Forschungsarbeit ging von der Feststellung aus, dass die Kluft zwischen Männer- und Frauenanteil bei den Promotionen sich nicht mit der Unterscheidung zwischen MINT-Fächern und anderen erklären lässt: Es gibt zwar MINT-Disziplinen, in denen der Unterschied sehr groß ist wie Physik (Frauenanteil 18 %), Informatik (Frauenanteil 18,6 %) oder Mathematik (Frauenanteil 28,6 %), aber ebenso finden sich MINT-Disziplinen, in denen Promotionen von Frauen nicht mehr in der Minderzahl sind (etwa Neurowissenschaften oder Molekularbiologie), und es gibt auch Bereiche außerhalb der MINT-Fächer, in denen die Kluft nach wie vor besteht, etwa Musiktheorie und Komposition (Frauenanteil 15,8 %) und Philosophie (Frauenanteil 31,4 %). Die Wissenschaftler formulierten ihre Ergebnisse in der FAB-Hypothese (FAB = field specific ability beliefs, Glaube an feldspezifische Fähigkeiten): Der Frauenanteil in einer wissenschaftlichen Disziplin ist umso geringer, je mehr „der Erfolg auf einem Gebiet als reine intellektuelle Feuerkraft bewertet wird, jene Felder, in denen man oft auf Ausdrücke wie begnadet und Genie trifft.“ Die Forschergruppe hält ihre Erkenntnisse allerdings nicht für den einzigen Faktor, der bei der Ungleichverteilung der Geschlechter wirkt.

### Charakteristika weiblicher Karriereverläufe
Berufsbiographische Unterschiede zwischen Wissenschaftlerinnen und Wissenschaftlern werden seit den 1960er Jahren beschrieben. Festgestellt wird, dass überproportional mehr Frauen als Männer aus den wissenschaftlichen Laufbahnen ausscheiden (Leaky Pipeline-Problem). Auffällig sind zudem längere Qualifikationsphasen der Wissenschaftlerinnen, ihr höheres Alter bei Promotion und Habilitation und ein längerer Zeitraum zwischen Habilitation und Erstberufung als Professorin. Wissenschaftlerinnen befinden sich vor allem in niedrigeren wissenschaftlichen Positionen. Ihr Anteil an den Professuren sinkt auch mit einer höheren Dotierung; zudem gibt es Indizien für Unterschiede bei der Ausstattung einer Professur. Die Unterschiede verringern sich in jüngster Zeit.
| [ 35 ] |

Eine Kohortenanalyse des CEWS stellte – ausgehend vom Studienanfangsjahr 1984 – fest, dass genügend Frauen für den Aufstieg in höhere wissenschaftliche Positionen zur Verfügung gestanden hatten, Männer dieses Ausgangsjahres jedoch eine viermal so hohe Aussicht auf eine Professur hatten als Frauen. Die Gründe für den Verlust von Aufstiegsmöglichkeiten qualifizierter Wissenschaftlerinnen von einer Qualifikationsstufe zur nächsten sind vielfältig und größtenteils strukturell bedingt. So seien Frauen wegen rollenspezifischer Erwartungen weniger mobil und übernähmen zuungunsten der Karriere einen Großteil der Kinderbetreuung. Zudem würden sie seltener in ihrer Leistungsfähigkeit bestätigt und zu einer Promotion motiviert. Bereits während der Promotion zeige sich stärker das Phänomen der Vereinzelung als bei männlichen Promovenden. Die Ursache für die bereits frühe Desintegration junger Wissenschaftlerinnen ist, dass sie aufgrund fehlender Anknüpfungspunkte häufiger auf der Basis von Stipendien promovieren, während Männer ihre Dissertation häufiger im Rahmen einer Universitätsanstellung verfassten. Nachwuchswissenschaftlerinnen fühlen sich folglich häufig von der scientific community isoliert. Erfolgreiche Promovendinnen haben tendenziell eine höhere Selbstwirksamkeitserwartung, das heißt, sie haben Zutrauen in ihre eigene Fähigkeit, die mit einer Promotion verbundenen Aufgaben erfolgreich zu bewältigen.
Wissenschaftlerinnen publizieren weniger als Wissenschaftler. Fünf Jahre nach Erlangung des Doktorinnengrades weisen schweizerische Wissenschaftlerinnen beispielsweise nur zwei Drittel der Publikationen auf, die Wissenschaftler zum selben Zeitpunkt vorweisen können. Als Ursachen hierfür werden die höhere Einbindung von Wissenschaftlerinnen in die universitäre Lehre und ihre schlechtere Integration in wissenschaftliche Kontaktnetze angenommen.
Wissenschaftlerinnen sind häufiger kinderlos als Wissenschaftler. Untersuchungen zeigen jedoch einen hohen Kinderwunsch. Als Gründe für die Verzögerung seiner Realisierung werden häufig berufliche Gründe angegeben. Wissenschaftler nennen in der Regel keine beruflichen Gründe für einen nicht realisierten Kinderwunsch. Untersuchungen kommen zu dem Ergebnis, dass sich bereits die Möglichkeit einer Schwangerschaft negativ auf den Karriereverlauf von Frauen auswirkt.
Fachspezifisch fällt auf, dass in Studienfächern mit einem hohen Frauenanteil die Aufstiegschancen für Frauen anteilig besonders niedrig sind. Dies könne daran liegen, dass Frauen in den Natur- und Ingenieurwissenschaften eher an ihren Leistungen gemessen werden können als in den von ihnen häufiger betriebenen Geistes- und Sozialwissenschaften.

### Programme zur Förderung von Wissenschaftlerinnen

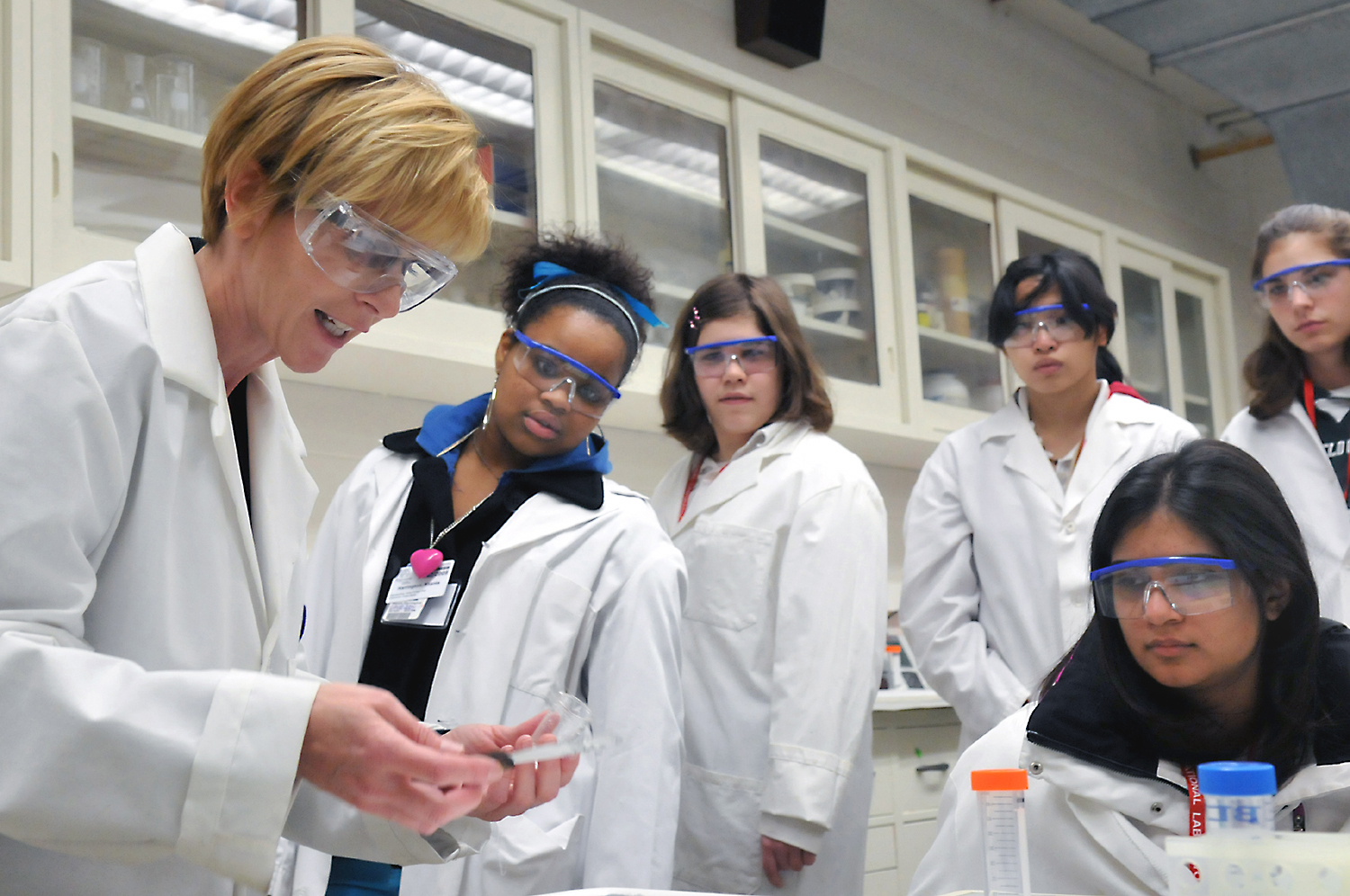
Jährlich lädt das Argonne National Laboratory bei Chicago Schülerinnen ein, um ihnen einen Einblick in die Karrieremöglichkeiten in der Forschung zu geben

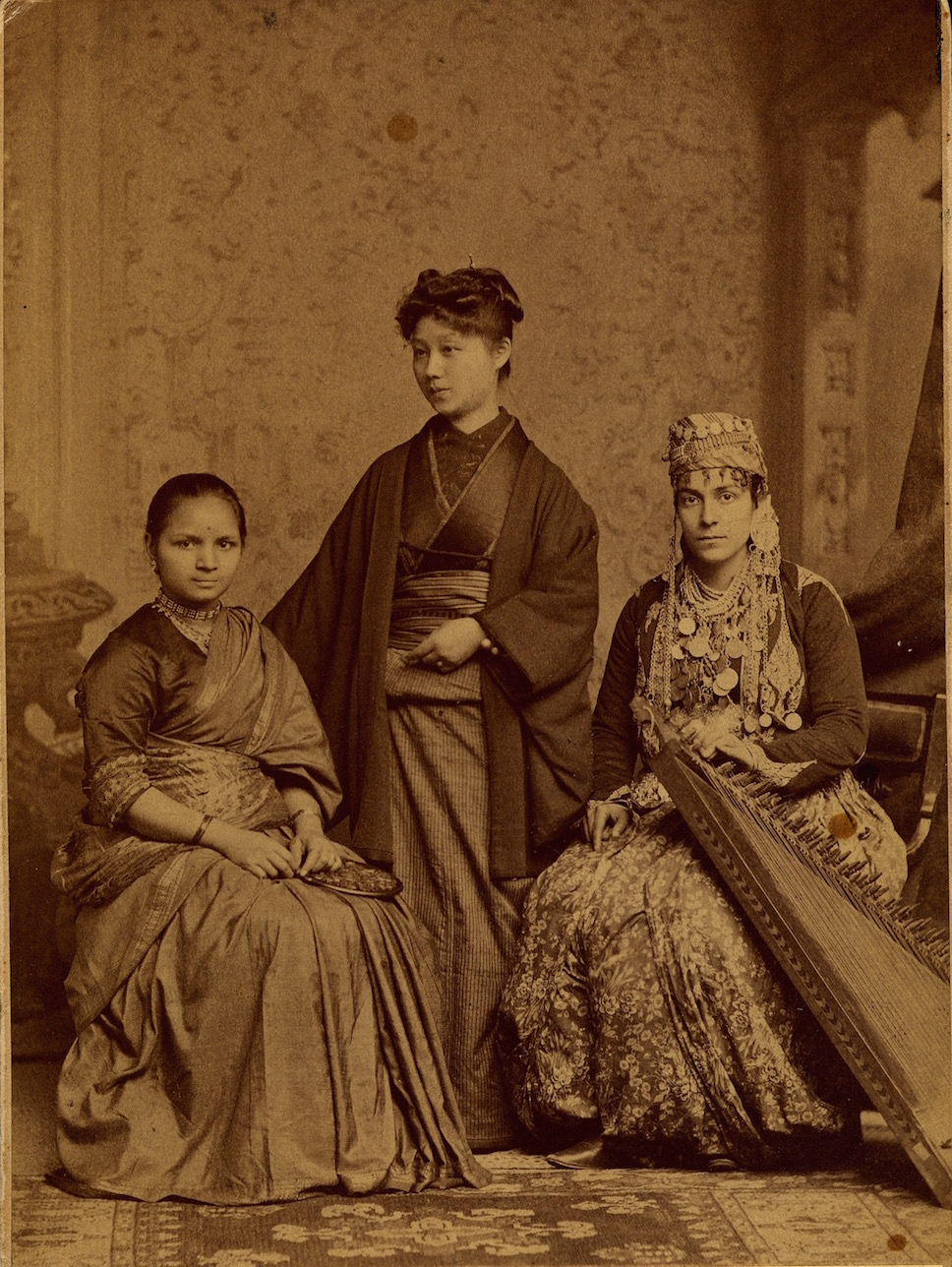
Woman's Medical College of Pennsylvania, 1885:
- Dr. Anandabai Joshee, Seranisore, Indien.
- Dr. Kai Okami, Tokio, Japan.
- Dr. Tabat M. Islambooly, Damascus, Syrien.
Alle drei absolvierten ihre medizinische Ausbildung und jede von ihnen wurde damit die erste Frau aus ihren jeweiligen Ländern, die einen Abschluss in der westlichen Medizin erwarb (Foto aus der Sammlung Drexel University)

An vielen europäischen und nordamerikanischen Hochschulen gibt es institutionalisierte Programme zur Förderung und Gleichstellung von Frauen. Zur Erforschung soziologisch auffälliger geschlechtsspezifischer Unterschiede werden ebenso Forschungsmittel bereitgestellt. In Deutschland, Teilen Europas und Amerikas haben sich seit den kulturellen Revolutionen der 1970er Jahre die Arbeitsbedingungen für Frauen in der Wissenschaft verbessert. In Afrika und Asien ist mit Ausnahmen eine ähnliche Entwicklung zu beobachten.
In der Bundesrepublik Deutschland wurden Hochschulen erstmals 1985 auf der Grundlage der Novellierung des Hochschulrahmengesetzes zur Förderung der Chancengleichheit für Wissenschaftlerinnen verpflichtet. Zugleich wurden Gleichstellungsstellen geschaffen und Frauenbeauftragte an allen Hochschulen eingesetzt. Zur Vernetzung der Frauenbeauftragten wurde 1990 die Bundeskonferenz der Frauenbeauftragten und Gleichstellungsbeauftragten an Hochschulen (BukoF) geschaffen. Die staatlich institutionalisierte Förderung von Frauen in der Wissenschaft begann Ende der 1980er Jahre mit den Hochschulsonderprogrammen HSP I-III. Die Programme liefen 1989 bis 2000 und richteten sich mit einem Fördervolumen von zunächst 102 Millionen Euro (mehr als 5 % des Gesamtvolumens) vor allem auf eine personenbezogene Förderung (Habilitationsförderung und Kinderbetreuungszuschläge). An den Maßnahmen wird kritisiert, dass die Stipendien und Zuschläge für eine Existenzsicherung unzureichend waren, sodass sich die Stipendiatinnen ihr Habilitationsprojekt nicht allein mit dem Stipendium finanzieren konnten. Aufgrund mangelnder Evaluierungsmöglichkeiten wurden die Hochschulsonderprogramme 2001 von dem Hochschul- und Wissenschaftsprogramm (HWP) abgelöst.
Mit dem HWP strebte die Bundesrepublik bis 2006 in Bezug auf Frauenförderung die Überwindung struktureller Hemmnisse für die Chancengleichheit von Frauen an, die Erhöhung des Frauenanteils in allen wissenschaftlichen Qualifikationsstufen und bei allen Abschlüssen sowie die Erhöhung der Anzahl von Frauen in Führungspositionen in Einrichtungen der Forschung und Lehre. Gefördert werden sollten vor allem die Qualifizierung für eine Professur, die Promotion, Frauen- und Genderforschung sowie Projekte zur Steigerung des Anteils von Frauen in naturwissenschaftlichen und technischen Studiengängen. Das Programm setzte sich zum Ziel, bis 2005 einen Frauenanteil von 20 % bei den Professuren zu erreichen. Dieses Vorhaben misslang.
Seit der Jahrtausendwende werden in der Bundesrepublik Bemühungen gefördert, Schülerinnen für ein naturwissenschaftliches Studium zu gewinnen. So öffnen unter anderem Forschungseinrichtungen zum Girls’ Day ihre Pforten, das Projekt CyberMentor stellt den Jugendlichen eine im technischen oder naturwissenschaftlichen Bereich erfahrene Mentorin zu Seite und die Initiative Komm, mach MINT soll Mädchen zum Studium von MINT-Fächern anspornen. Alle Maßnahmen werden durch das Bundesministerium für Bildung und Forschung gefördert.
2007 initiierte das Bundesministerium für Bildung und Forschung das Professorinnenprogramm mit einem Fördervolumen von 150 Millionen Euro, um mehr Lehrstühle in der Bundesrepublik mit Professorinnen zu besetzen. Bis 2012 sollten dadurch 200 zusätzliche Professuren für weibliche Habilitanden an deutschen Hochschulen entstehen, männliche Bewerber waren für diese Stellen ausgeschlossen. Das Programm umfasst neben Kontaktangeboten auch die Unterstützung bei Berufungsverfahren (beispielsweise durch Coachings). Zusätzlich zur Befähigung der Frauen sollte laut einer Publikation der OECD von 2006 in Deutschland mehr Transparenz in den Verfahren der Berufungskommissionen geschaffen werden, da diese allzu oft weibliche und männliche Bewerber mit verschiedenen Maßstäben betrachten würden. Nach einer zweiten Programmphase bis 2017 und einer Evaluation im Jahr 2016 wurde eine dritte Programmphase für den Zeitraum 2018–2022 aufgelegt. Diese enthält eine Erweiterung hinsichtlich zusätzlicher Professorinnenstellen, wenn Hochschulen Gleichstellungskonzepte im Bereich „Personalentwicklung und -gewinnung auf dem Weg zur Professur“ mit dem Prädikat „Gleichstellung: ausgezeichnet!“ vorweisen können. Seit Herbst 2012 verpflichten Bund und Länder die Forschungsinstitute dazu, das sogenannte Kaskadenmodell umzusetzen, das eine schrittweise Übertragung des in einer Karrierestufe vorherrschenden Frauenanteils in die jeweils nächsthöhere Stufe vorsieht.
In Österreich forderte der Rat für Forschung und Technologieentwicklung in seiner Strategie 2010 als eines von acht Instrumenten zur Exzellenzförderung Instrumente zur Förderung von Wissenschaftlerinnen.

## Geschichte
Die traditionelle Wissenschaftsgeschichte schreibt weiblichen und weiblich identifizierten Personen lediglich einen marginalen Beitrag zur Erforschung der Natur und zur Begründung fortschrittlichen Wissens zu. In der europäischen Geschichtsschreibung können seit der Antike dennoch über 2500 herausragende Wissenschaftlerinnen samt ihren Werken identifiziert werden, davon etwa 1000 vor dem 20. Jahrhundert. Gründe für das historische Missverhältnis zwischen der Beteiligung von Frauen an Wissenschaft und Forschung sowie ihrem geringen Eingang in die Wissenschaftsgeschichte werden in institutionalisierten Barrieren und in geschlechtlicher Arbeitsteilung gesucht, aber auch in der zeitgenössischen Rezeption wissenschaftlicher Leistung und in der Geschichtsschreibung selbst. Institutionelle Wissenschaft blieb bis weit ins 19. Jahrhundert ein Privileg der aristokratischen oder wohlhabenden männlichen Bevölkerung und war von persönlichen, exklusiven Strukturen geprägt. Erst mit der Entstehung der modernen Universitäten und dem damit einhergehenden drastischen Anstieg der Studierendenzahlen seit den 1870er Jahren wurde die Wissenschaft entpersonalisiert und öffnete sich allmählich auch für Frauen und andere bisher ausgeschlossene Personen.

### Antike

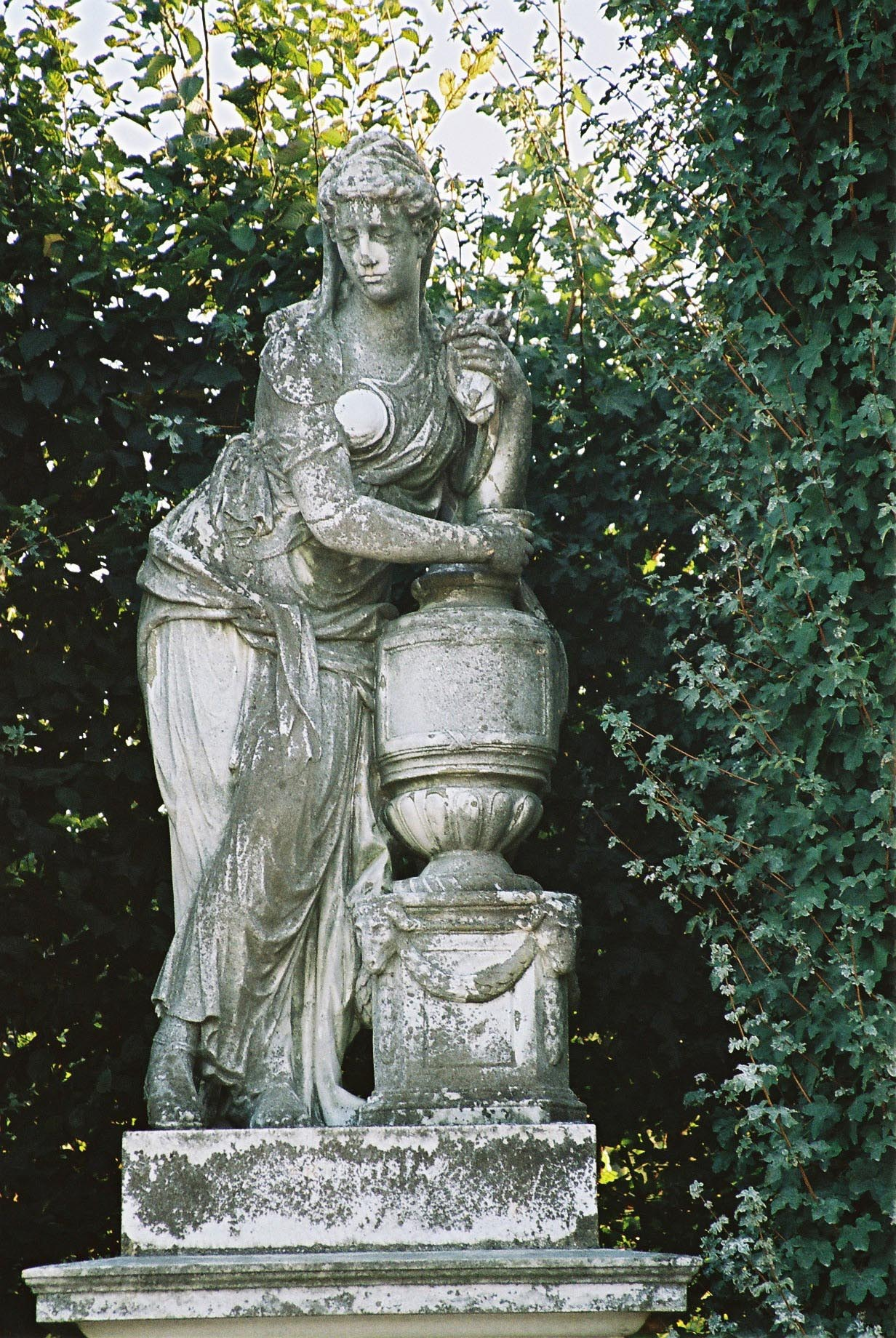
Eine Statue im Schlosspark Schönbrunn zeigt die Botanikerin und Medizinerin Artemisia II. mit Trinkgefäß und Urne des verstorbenen Gatten (Marmorplastik um 1780)

Die Ursprünge der europäischen Wissenschaft liegen in Mesopotamien, im Alten Ägypten und im Antiken Griechenland. In Mesopotamien deutet der Codex Hammurapi, eine Sammlung von babylonischen Rechtssprüchen, auf sehr eingeschränkte Rechte für Frauen hin, weshalb davon auszugehen ist, dass damalige – meist nicht namentlich überlieferte – Wissenschaftlerinnen dort an protowissenschaftlichen Diskussionen nur in einem sehr begrenzten Umfang beteiligt waren. Frauen aus dem Zweistromland waren jedoch primär an der Herstellung von Parfüms und Kosmetika beteiligt, die den Beginn der Protowissenschaft Alchemie kennzeichnete, da hierbei die Techniken des Destillierens, Extrahierens und Sublimierens entwickelt wurden. Die früheste bekannte Alchemistin war die Babylonierin Tapputi-Belatekallim, die etwa um 1200 v. Chr. Techniken der Parfümherstellung entwickelte. Um 300 v. Chr. entdeckte die persische Satrapin Artemisia II. (Architektin und Bauherrin des Mausoleums von Halikarnassos) die Heilwirkung einer Reihe von Pflanzen. Die Pflanzengattung Artemisia soll nach ihr benannt worden sein.
Als die älteste bekannte Erwähnung einer Medizinerin im alten Ägypten galt die angeblich um 2700 v. Chr. entstandene Grabinschrift Merit-Ptahs, welche hierin als Chefärztin beschrieben wird. Sie existierte jedoch nie. Ihre Erwähnung in diversen Büchern beruht auf einer Reihe von Missverständnissen. Eine mit Sicherheit belegte Frau ist dagegen Peseschet, die vielleicht als Ärztin amtierte, zumindest aber Ärztinnen vorstand (die Übersetzung ihres Titels ist nicht eindeutig). Sie lebte um 2500 v. Chr. Am Ende des dritten vorchristlichen Jahrtausends lebte Ubartum, die als Ärztin in Mesopotamien tätig war. Die Medizin ist nicht nur das älteste bekannte Forschungsfeld für Frauen, sondern im Verlauf der Geschichte auch eines der meist frequentierten. Durch Medizinschulen und Gynäkologie bildete sich eine Tradition von Frauen in der Medizin heraus. So kannte die römische Spätantike „Fachärztinnen“, die meist griechischer, oft jüdischer, Herkunft waren und ausgebildete Hebammen mit ärztlichem Status, für die Soranos von Ephesos auch Fachliteratur verfasste. Über die Partizipation von Frauen in theoretischen Wissenschaftsfeldern im Alten Ägypten ist nichts bekannt.
In den Poleis des antiken Griechenlands war die Beteiligung von Frauen an Wissenschaft und Kunst unterschiedlich ausgeprägt. In Sparta, das allerdings nie eine intellektuelle Elite ausprägte, genossen Frauen wie Männer das Recht, am gesellschaftlichen Leben, an Sportveranstaltungen und militärischer Ausbildung teilzunehmen. In der Wissenschaftsmetropole Athen wies der mythische Gesetzgeber Solon den Frauen hingegen eine untergeordnete Rolle zu und sprach ihnen das Recht auf gleiche Bildung ab. Laut der in Athen geltenden Gesetze war ihnen die Ausübung von medizinischen Berufen verboten.
Pythagoras, Sokrates und Epikur stellten dieses Rollenmodell in Frage und forderten, dass Frauen mit derselben Intensität ausgebildet würden wie Männer. In ihren Akademien wurden weibliche Gelehrte als Mitglieder aufgenommen. Im Pythagoreismus beteiligten sich Frauen auf der Basis gleichberechtigter Akzeptanz an der Naturphilosophie des antiken Griechenlands. Mindestens 28 Lehrerinnen und Studentinnen gehörten der Schule des Pythagoras an. Die Mathematikerin Theano war Lehrerin in der Schule des Pythagoras und übernahm ihre Leitung nach dessen Tod.

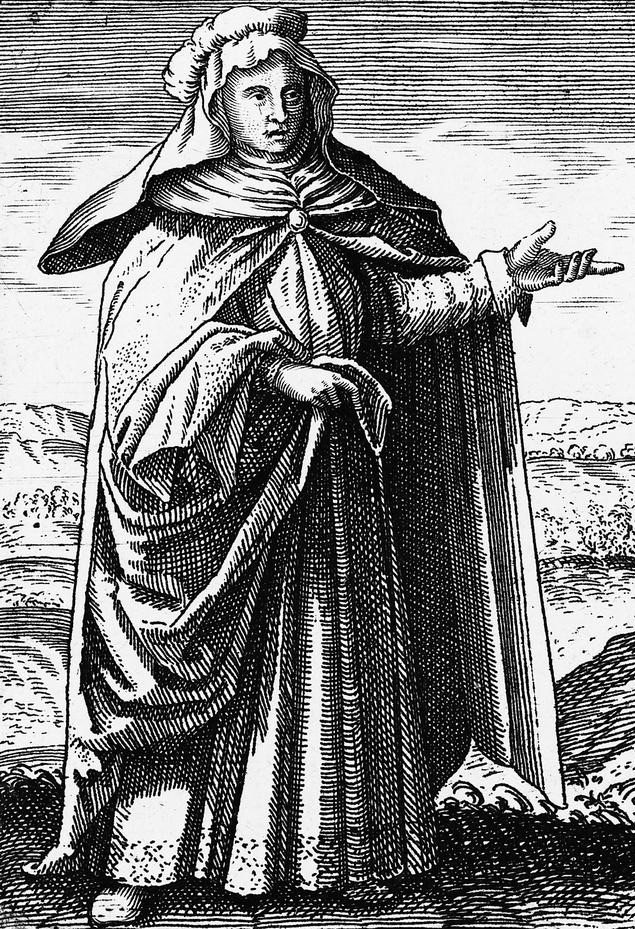
Maria die Jüdin erforschte im Alexandria der Spätantike alchemistische Prozesse. Sie erfand zahlreiche Apparaturen, die in der heutigen Chemie verwendet werden (Stich von 1617)

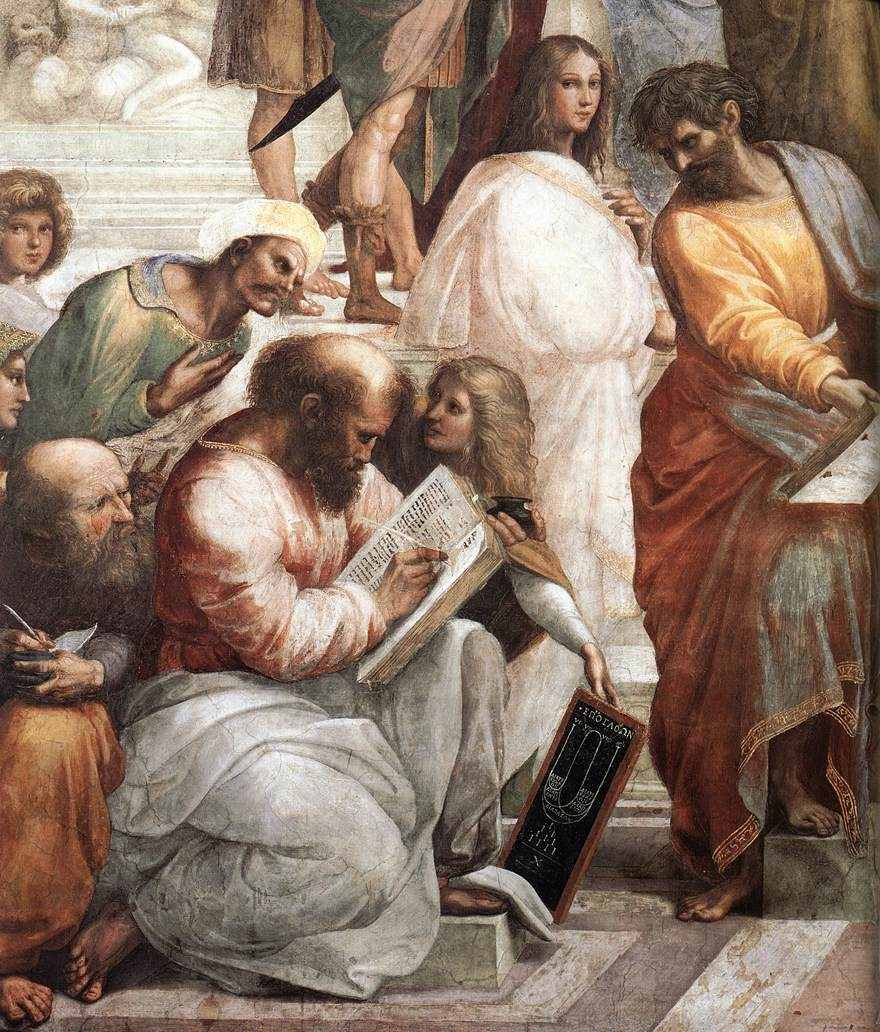
Auf Raffaels Fresko Schule von Athen von 1509 ist die Mathematikerin Hypatia vielleicht abgebildet (im Hintergrund stehend). Angeblich habe der Maler Hypatia nachträglich abändern müssen, da Papst Julius II. ihre Darstellung nicht wünschte

Aus Platons Republik erfahren wir, dass Sokrates die Behauptung einer intellektuellen Unterlegenheit von Frauen scharf zurückwies. Sein Symposion beschreibt eine Beziehung zwischen dem jungen Sokrates und seiner Lehrerin Diotima, die als Gelehrte beschrieben wird. Zu seinen Anhängerinnen zählte Aspasia von Milet, die mit ihrem philosophischen Salon einen Mittelpunkt des attischen intellektuellen Lebens bildete. Unter den Schülern Sokrates' war der Vater Arete von Kyrenes, welche ihm als Schuloberhaupt der Kyrenaiker nach seinem Tod nachfolgte. Auch der Platonismus bemühte sich, Frauen von einem akademisch anerkannten Zugang zur Wissenschaft nicht auszuschließen. Im 4. Jahrhundert v. Chr. bekräftigte Platons Schüler Aristoteles in seiner Politik die Ansicht Solons, Frauen dürften nicht dasselbe Recht auf Bildung haben wie Männer, und schwächte somit erneut die Legitimität weiblicher Beteiligung an Wissenschaft und Forschung.
Im 3. Jahrhundert v. Chr. wurden Frauen in der Schule des Epikur (Epikureismus) aufgenommen. Bekannt ist die Intellektuelle Leontion, die im antiken Athen als Hetäre höhere Selbstbestimmtheit genoss als die meisten athenischen Frauen. Außerhalb dieser drei großen Akademien, hatten Frauen in der griechischen Gesellschaft wenige Möglichkeiten, zu forschen.
Nach dem Jahre 30 wurde Alexandria unter römischer Herrschaft zu einer intellektuellen Metropole. Zwischen dem 1. und dem 3. Jahrhundert n. Chr. trugen hier viele Frauen zur Protowissenschaft Alchemie bei, die sich unter persischer Herrschaft von Mesopotamien nach Ägypten verbreitet hatte. Die bekannteste Wissenschaftlerin dieses Kreises, Maria die Jüdin erfand mehrere Gerätschaften für chemische Arbeitsprozesse, darunter das Wasserbad und einen Vorgänger der Brennblase. Die Mathematikerin und Philosophin Hypatia dozierte an der zur Bibliothek von Alexandria gehörenden Akademie über griechische Philosophie in platonischer Tradition und veröffentlichte Werke über Mathematik und Astronomie.

### Mittelalter

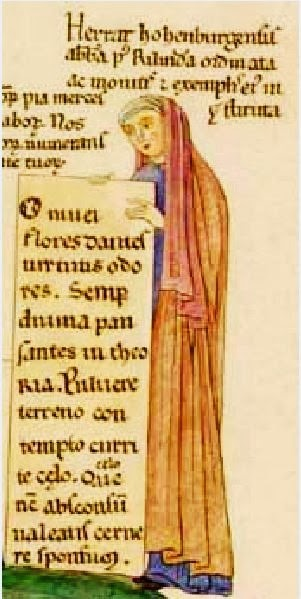
Herrad von Landsberg
Selbstbildnis aus ihrem enzyklopädischen Werk Hortus Deliciarum (Buchillustration, 1180)

Die Wissenschaft des frühen europäischen Mittelalters befasste sich zunächst weniger mit eigener Forschung als mit der Verwaltung und Reproduktion der wenigen aus der Antike erhaltenen und in Europa verfügbaren Schriften. Auf den Gebieten der Medizin, der Ingenieurwissenschaften und der Architektur gab es dennoch einen stetigen Fortschritt. Seit dem 8. Jahrhundert entstand in den Domschulen, in denen vornehmlich Jungen zu Klerikern ausgebildet wurden, eine neue intellektuelle Elite.
Im frühen Mittelalter hatten Frauen aufgrund noch fortlaufender germanischer Traditionen, die ihnen kriegerische und führende Positionen zugestanden, in der Kirche generell mehr Einfluss als im Hoch- und im Spätmittelalter, sodass Nonnen im 8. Jahrhundert an Konventen mitwirkten und kirchenpolitische Entscheidungen trafen. Bekannte weibliche Intellektuelle des Frühmittelalters waren Radegundis, die im Jahr 558 das erste Frauenkloster Europas gründete, Hilda von Whitby, die in dem 657 von ihr gegründeten Kloster Männer und Frauen in philosophischen und theologischen Disziplinen ausbildete, und die Schriftstellerin Hrotsvit. Im marokkanischen Fès gründete Fatima al-Fihri im Jahr 859 die Madrasa und spätere Universität al-Qarawīyīn, eine der weltweit ersten Universitäten, die akademische Abschlüsse verlieh.

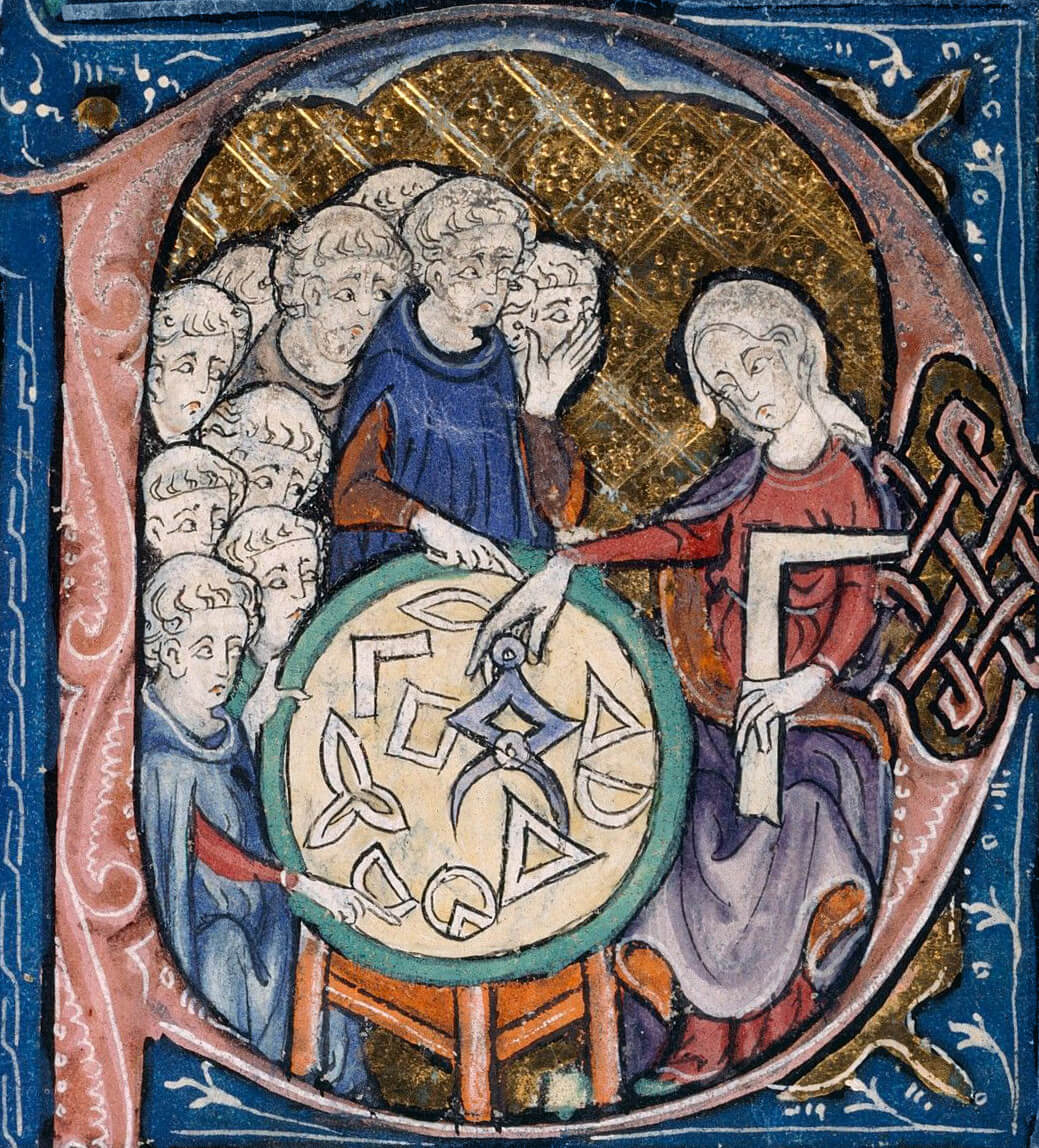
Allegorische Darstellung der Geometrie als Frau (Abbildung in einer mittelalterlichen Übersetzung von „Euklids Elementen“; Buchillustration, um 1310)

Mit den Kirchenreformen von Papst Gregor VII. verloren Christinnen im 11. Jahrhundert ihren Einfluss an den Konventen. Klöster, denen alle Geschlechter angehörten, wurden verboten und klerikale Heirat war nun nicht mehr möglich. Beide Änderungen wurden damit begründet, dass Frauen die männlichen Geistlichen von deren christlichen Lebensweise ablenken würden. Lehr- und Lernmittel wurden fortan unter Mönchs- und Nonnenklöstern verschieden aufgeteilt. Im späten 12. Jahrhundert veröffentlichte Herrad von Landsberg, Äbtissin des Klosters Hohenburg, die erste nachweislich von Frauen verfasste Enzyklopädie, den Hortus Deliciarum. In ihm fassten sie und ihre Mitarbeiterinnen das damalig bekannte Wissen über Geschichte, Ethik, Astronomie und Geografie zusammen und illustrierten es.
Auch das Wirken der Universalgelehrten Hildegard von Bingen zeigt den Einfluss, den Nonnenklöster bis ins späte 12. Jahrhundert auf den Kulturbetrieb ausübten. In ihren heute Physica und Causae et curae genannten Schriften behandelt Hildegard von Bingen medizinisch-naturkundliche Themen.

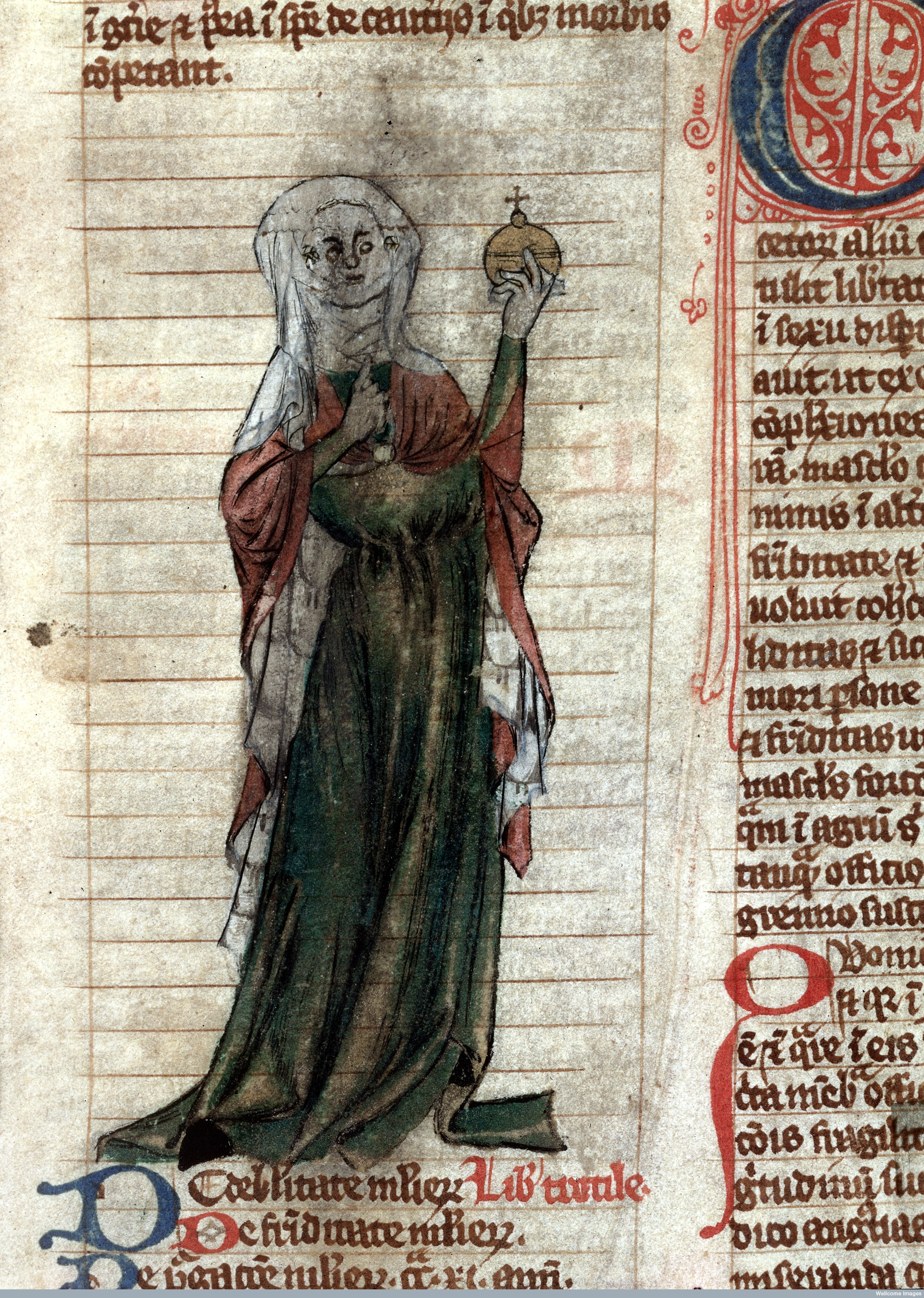
Historische Darstellung der Trota (mittelalterliches Manuskript um 1200)

In den sich im Hochmittelalter aus den Domschulen heraus entwickelnden mittelalterlichen Universitäten besaßen Studenten einen Status als Kleriker. Frauen wurden ausgeschlossen. Einige Ausnahmen erlaubten sehr wenigen Frauen jedoch ein Studium: An einigen italienischen Hochschulen studierten und lehrten Frauen im Hoch- und Spätmittelalter an medizinischen Schulen; vor allem an der Schule von Salerno und an der Universität Bologna. Die wahrscheinlich bekannteste Ärztin war Trota von Salerno, von der zwei medizinische Schriften überliefert sind und nach der das Trotula-Ensemble benannt ist.
Raffaele Calvanico konnte in einer 1962 veröffentlichten Studie für das Königreich Neapel in der Zeit von 1273 bis 1410 zwei Dutzend Frauen nachweisen, von denen mindestens 13 mit offizieller Erlaubnis praktizierten. In weiten Teilen Europas hingegen praktizierten Ärztinnen ohne universitäre Ausbildung, etwa die Geschwister aus Ford in England, Jacoba Felicie in Paris, Sara in Würzburg oder Serlin und Gnenlin in Frankfurt am Main.

### Frühe Neuzeit

#### Marginalisierte Wissenschaftlerinnen
Mit der Erschließung und wirtschaftlichen Ausbeutung Asiens, Amerikas und Afrikas durch Europa gelangte der Kontinent in der Frühen Neuzeit zu einer wirtschaftlichen Blüte, deren wissenschaftliche Früchte die rasante Weiterentwicklung der Ingenieurskunst, ein Wiederaufleben von Künsten und antiker Philosophie und die so genannte wissenschaftliche Revolution – gekennzeichnet durch Entdeckung, Wiederentdeckung oder mathematische Begründung naturwissenschaftlicher Phänomene – waren. Zugleich entstanden Akademien der Wissenschaften: in Rom die Accademia Nazionale dei Lincei (1603), in Schweinfurt die Leopoldina (1652), in London die Royal Society (1662), in Paris die Académie royale des sciences (1666) oder in Berlin die Königlich-Preußische Akademie der Wissenschaften (1700). Frauen war die Mitgliedschaft in den meisten der Akademien, in denen sich das wissenschaftliche Leben abspielte, verboten.
In den exakten Wissenschaften, die zwischen dem 16. und dem 18. Jahrhundert auf mathematischer Grundlage revolutioniert wurden, spielten Frauen nur eine marginalisierte Rolle. Mit der Durchsetzung der Universitäten als Hauptvermittlerin höherer Bildung gegenüber religiösen Institutionen im Zeitalter der europäischen Aufklärung, sind Frauen, die sich in der Regel nicht an Universitäten einschreiben durften, zunehmend aus der Wissenschaft verdrängt worden. Mädchen und jungen Frauen wurde eine wissenschaftliche Ausbildung nicht zuteil und im Selbststudium erworbene Fähigkeiten ermöglichten weder eine bezahlte Anstellung noch den Erwerb von Forschungsgeldern.

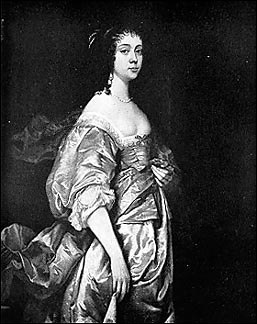
Margaret Cavendish war eine Universalgelehrte des 17. Jahrhunderts. Sie publizierte unter eigenem Namen Gedichte, Essays und Abhandlungen über naturphilosophische Probleme ihrer Zeit

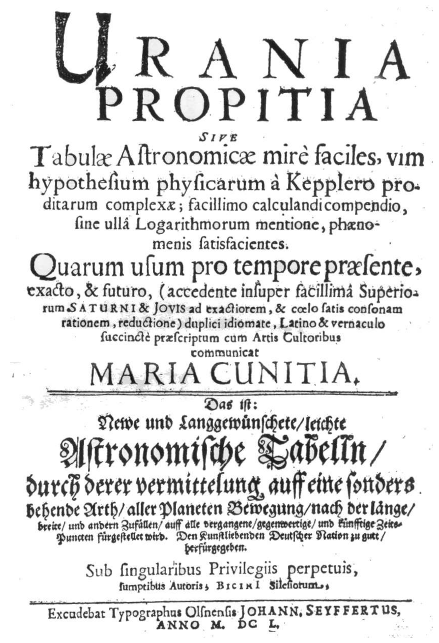
Urania propitia von Maria Kunitz (1650)

Trotz des Ausschlusses aus den Universitäten und Forschungseinrichtungen sind viele Frauen bekannt, die in die neuen Naturwissenschaften involviert waren und begrenzte Anerkennung genossen, in den deutschen Ländern insbesondere in der Astronomie:
- Maria Kunitz (1610–1664) wird als eine der bedeutendsten europäischen Astronominnen angesehen.
- Elisabeth Hevelius (1647–1693) zählt zu den ersten Frauen, deren Leistungen in der Astronomie anerkannt wurden. Sie wird auch „Mutter der Monddiagramme“ genannt.
- Maria Sibylla Merian (1647–1717) war eine berühmte Entomologin.
- Maria Winkelmann (1670–1720) heiratete den Astronomen Gottfried Kirch. Sie gilt als erste Frau, die einen Kometen entdeckte.
- Sophie von der Pfalz (1630–1714) und ihre Tochter Sophie Charlotte von Hannover (1668–1705) pflegten aus wissenschaftlichem Interesse enge Kontakte zu Gottfried Wilhelm Leibniz.
- 1754 wurde Dorothea Christiane Erxleben an der Universität Halle als erste Frau in Deutschland im Fachbereich Medizin promoviert. Die Zulassung zur Promotion hatte sie einer, persönlich auf sie bezogenen, Verfügung von Friedrich dem Großen zu verdanken.[68] Die Teilnahme an Lehrveranstaltungen war in der Regel weiterhin nicht geduldet. Wissenschaftlerinnen mussten ihre Kenntnisse zuvor im Selbststudium erwerben.

Insbesondere in vielen Teilen Italiens studierten adelige und reiche Frauen, verfassten Dissertationen und hielten Lehrstühle. Die Universität Bologna hatte Frauen seit ihrer Gründung 1088 den Besuch von Lehrveranstaltungen erlaubt:
- 1732 wurde die Physikerin und Naturphilosophin Laura Bassi dort die erste Universitätsprofessorin Europas. Sie setzte ihre experimentalphysikalische Forschungen (u. a. über Elektromagnetismus) fort und wurde bald die angesehenste und höchstdotierte Wissenschaftlerin der Universität.[69]
- Maria Gaetana Agnesi (1718–1799) veröffentlichte ein Buch über die Grundlagen der Analysis und wurde 1750 zur Professorin der Universität Bologna ernannt, hat aber nie gelehrt.

Auch in anderen Regionen Europas konnten sich humanistische Frauen in geisteswissenschaftlichen und medizinischen Bereichen betätigen:
- Die britische Physikerin und Naturphilosophin Margaret Cavendish (1623–1673) lehnte die damals vorherrschende auf dem Empirismus Francis Bacons basierende Ansicht ab, dass die gesamte Natur aus mechanischen Prozessen erklärbar sei. Sie vertrat das Konzept der Existenz von Atomen. Cavendish kritisierte in ihren Schriften zahlreiche Mitglieder der britischen Royal Society wie Thomas Hobbes, René Descartes und andere. Aufgrund ihres Geschlechts wurde ihr der Eintritt in die Royal Society, der eine Anerkennung ihrer Leistung bedeutet hätte, jedoch verwehrt. Ihr Besuch der Royal Society als erste Frau rief kontroverse Reaktionen und eine öffentliche Lächerlichmachung der Duchess hervor.[70]
- Königin Christina von Schweden (1626–1689), von der eine ausgiebige Beschäftigung mit verschiedenen Feldern der Wissenschaft bekannt ist, war Schülerin von René Descartes.[O: 3]
- Émilie du Châtelet (1706–1749) verfasste die bisher einzige Übersetzung von Newtons Philosophiae Naturalis Principia Mathematica ins Französische, die sie um eigene Erklärungen und Verkehrungen von Ideen ergänzte.[71] 1740 hatte sie sich in ihrem Werk Institutions de Physique detailliert mit der Physik Leibniz' auseinandergesetzt.
- Marie Lavoisier (1758–1836) erarbeitete gemeinsam mit ihrem Ehemann die methodische Basis der modernen Chemie.
- Sophie Germain (1776–1831) bewies 1805, dass der Fermatsche Satz für eine Gruppe von Primzahlen (Sophie-Germain-Primzahlen) zutrifft.
- Erst 1835 wurde die deutsch-britische Astronomin Caroline Herschel (1750–1848) als erste Frau Ehrenmitglied der britischen Royal Society für ihre Entdeckung mehrerer Kometen, der Berechnung ihrer Laufbahnen und der Erstellung eines Zonenkataloges von Sternhaufen.

#### Auseinandersetzungen über Mädchen- und Frauenbildung
Die gesellschaftlich akzeptierte Vorstellung jener Zeit, der Mann sei der Frau geistig überlegen, manifestierte sich in der Auseinandersetzung um Mädchen- und Frauenbildung. Während sich der französische Philosoph François Poullain de La Barre für gleiche Bildungschancen für Mädchen und Jungen einsetzte und damit nicht zur Masse vordringen konnte, setzten Geistliche wie Nicolas Malebranche ihm die gottgewollte Unterordnung der Frau erfolgreich entgegen. Auch Margaret Cavendish verbürgte sich für einen geringeren weiblichen Intellekt. Die feministische Schriftstellerin Mary Astell argumentierte im frühen 18. Jahrhundert, dass die Unfähigkeit vieler Frauen, wissenschaftliche Probleme zu lösen, in ihrer weitaus unzureichenden Bildung begründet sei, und setzte sich für die Gründung von zum Abitur führenden Schulen für Mädchen ein, die schließlich fast zwei Jahrhunderte später entstanden.

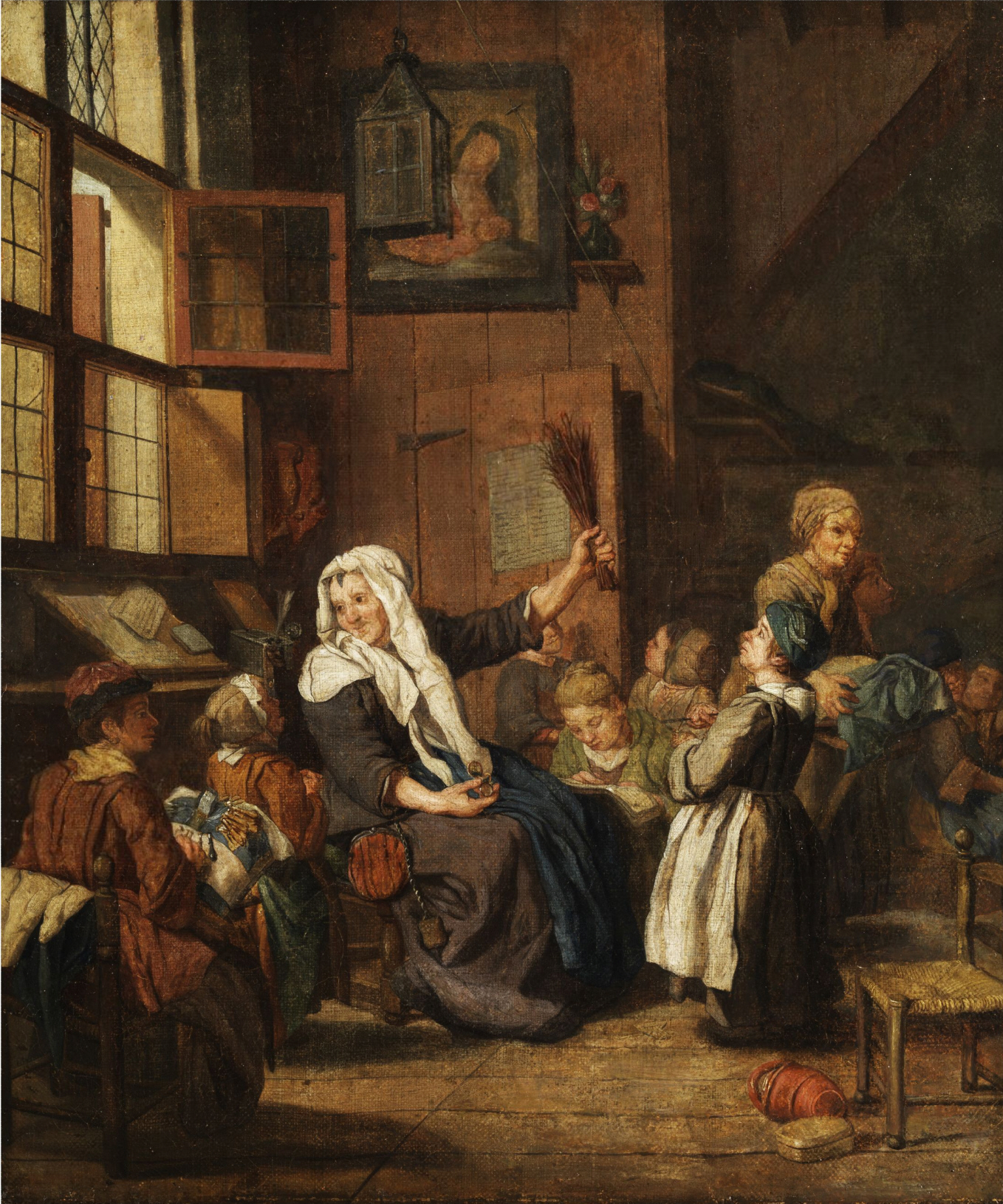
Mädchenschule im 18. Jahrhundert (nach einem Gemälde von Jan Josef Horemans dem Jüngeren)

Im Zeitalter der Aufklärung (etwa 1720 bis 1785) wurden im europäischen Diskurs gesellschaftliche und theoretische Modelle hinterfragt und revolutioniert. An der vorherrschenden Überzeugung, die weibliche Natur sei von der eines Mannes so grundsätzlich verschieden, dass eine andere Ausbildung angebracht sei, wurde jedoch weitgehend festgehalten. Das pädagogische Hauptwerk Jean-Jacques Rousseaus Emile oder über die Erziehung (1762) leitete zwar einen Diskurs über allgemeine Reformprozesse in der Kindererziehung und Kinderbildung ein. Rousseau argumentierte jedoch für eine biologisch begründete Asymmetrie der Geschlechter und beeinflusste damit auch den deutschen Bildungsdiskurs über Wilhelm von Humboldt bis ins 20. Jahrhundert hinein. Rousseau schrieb:

„So muß sich die ganze Erziehung der Frau im Hinblick auf die Männer vollziehen. Ihnen gefallen, ihnen nützlich sein, sich von ihnen lieben und achten lassen, sie großziehen, solange sie jung sind, als Männer für sie sorgen, sie beraten, sie trösten ihnen ein angenehmes und süßes Dasein bereiten; das sind die Pflichten der Frau zu allen Zeiten, das ist, was man sie von Kindheit an lehren muß.“

Das vorgebliche gegensätzliche Temperament von Männern und Frauen führte zu der Ansicht, dass Mädchen und Jungen unterschiedlich erzogen und ausgebildet werden sollten. Die bis dahin übliche Praxis der Koedukation von Mädchen und Jungen wurde somit bis in die Dorfschulen hinein aufgeweicht. Die in Mädchenschulen angebotenen Bildungsmöglichkeiten erschöpften sich in ihrer Zielsetzung in Erziehungs- und Haushaltsaufgaben, waren zweckbetont und nicht auf eine höhere Bildung und außerhäusliche Berufsziele ausgerichtet. Die mit der Aufklärung einsetzende Reflexion über die Bedeutung der Frau als Erzieherin der nächsten Generation, stärkte ihre gesellschaftliche Stellung dennoch und leistete zukünftigen Forderungen nach einer besseren Bildung für Mädchen in Hinsicht auf ihre spätere Rolle als Mutter erheblichen Vorschub. Rund 30 Jahre nach Dorothea Erxleben bekam 1787 Dorothea Schlözer die Doktorwürde verliehen (Universität Göttingen).

### 19. Jahrhundert
Im 19. Jahrhundert entstanden die Voraussetzungen für eine breitere Integration von Frauen in den regulären Wissenschaftsbetrieb ab dem frühen 20. Jahrhundert. Einen Zugang zu anerkannten wissenschaftlichen Institutionen erlangten vorerst nur wenige Frauen aus der gesellschaftlichen Elite. Es entspannte sich zugleich ein gesellschaftlicher Diskurs, der sich im Verlauf des Jahrhunderts von der Frage des Nutzens bestimmter Lerninhalte für Mädchen und junge Frauen innerhalb eines festgefügten Rollenbildes hin zu der Frage nach der Befähigung von Frauen zu höherer Bildung wandelte. Einen besonderen Anteil am Bildungsdiskurs hatten ab Mitte des 19. Jahrhunderts die Frauenrechtsbewegungen, die in ihren Forderungen Bildungschancen, Bildungsreformen sowie gesellschaftliche Rollenerwartungen an Frauen in den Mittelpunkt stellten.

#### Debatte um die „weibliche Natur“
Der Zugang zu Universitäten und zu bis dahin männlich geprägten Berufen war vor allem ein Ziel der bürgerlichen Frauenbewegung. Henriette Goldschmidt schlug 1867 auf der ersten Versammlung des Allgemeinen Deutschen Frauenvereins (ADF) eine Petition an die Hochschulen des Norddeutschen Bundes vor, Frauen zu akademischen Studien, insbesondere im Fach Medizin, zuzulassen. Der ADF forderte 1888 erstmals öffentlich die Zulassung von Frauen für das Medizin- und Lehramtsstudium. 1874 forderte Hedwig Dohm die Zulassung von Frauen zum Studium, weil „die uneingeschränkte Wahl des Berufs ein Hauptfaktor der individuellen Freiheit, des individuellen Glücks ist“. Neben diesen Forderungen erschienen im späten 19. Jahrhundert viele Schriften, die nachzuweisen versuchten, dass Frauen naturbedingt nicht zum Studium fähig seien. Unter anderem wurde diese These von Theodor von Bischoff, Professor für Anatomie und Physiologie, vertreten. Bischoff stellte 1872 Untersuchungen zur männlichen und weiblichen Anatomie und Physiologie an und versuchte einen grundlegenden Unterschied sowie die Unterlegenheit des weiblichen Intellekts nachzuweisen. Mit seiner These beeinflusste er über Jahre den Diskurs. Der Historiker Heinrich von Sybel erklärte in einem Vortrag, „[d]as Gebiet der Frau ist das scheinbar enge und einförmige des inneren häuslichen Lebens; die Domäne des Mannes ist die Welt da draußen, die Wissenschaft, die Rechtsordnung, der Staat“. 1897 wurde eine Umfrage mit dem Titel Die Akademische Frau. Gutachten hervorragender Universitätsprofessoren, Frauenlehrer und Schriftsteller über die Befähigung der Frau zum wissenschaftlichen Studium und Berufe veröffentlicht, in der 122 Professoren, Schriftsteller und Intellektuelle zu ihrer Meinung über die Befähigung von Frauen zum universitären Studium befragt wurden. Unter ihnen befanden sich 30 entschiedene Gegner, die vor geistigen und körperlichen Gefahren des Frauenstudiums warnten, und 60 Befürworter. Die Gegner waren vor allem Theologen, Philologen und Mediziner (insbesondere Gynäkologen), die Befürworter fanden sich unter den Nationalökonomen, Philosophen, Psychologen und Naturwissenschaftlern. Die Kirchhoff-Studie macht deutlich, dass gegen Ende des 19. Jahrhunderts die Front der Frauenstudiumsgegner bröckelte.

#### Zugang zu universitärer Bildung in deutschsprachigen Regionen
Eine Voraussetzung für den Zugang zu höherer Bildung für Frauen war die Einführung der allgemeinen Schulpflicht für Mädchen, die in Preußen 1763 durch das Generallandschulreglement und in Österreich 1774 durch die Allgemeine Schulordnung für die deutschen Normal-, Haupt und Trivialschulen realisiert wurde. In deutschsprachigen Regionen entstand die sogenannte Höhere Töchterschule. Sie wurde vornehmlich in privater Trägerschaft gegründet, war kostspielig und hatte den Charakter einer Standesschule, die vor allem von Adeligen und Töchtern des gehobenen Bürgertums besucht wurde. Die Höhere Töchterschule hatte keine studienvorbereitende Oberstufe mit Abitur, folgte keinem verbindlichen Lehrplan oder einer einheitlichen Anzahl an Schuljahren, so dass Absolventinnen formal nicht die Zulassungsbedingungen zum Studium erfüllten. Daneben gab es eine Reihe von privat organisierten Bildungszirkeln, in denen eine noch strengere Einhaltung des „Standesbewusstseins“ im Vordergrund stand, sowie die immer noch zahlreichen konfessionell geprägten Ordenseinrichtungen. Städte und Gemeinden sahen sich bis zum Ende des 19. Jahrhunderts nicht in der Pflicht, entsprechende Bildungsangebote für alle Mädchen einzurichten.
Ab der Mitte des Jahrhunderts gründeten einzelne deutsche Städte und Gemeinden Schulen für Mädchen. Eine Begleiterscheinung bei der Einrichtung dieser städtischen Schulen war, dass kleine private Schulen – zuvor meist von Frauen gegründet und geleitet – zu größeren städtischen Einrichtungen zusammengefasst und dann nahezu ausschließlich von Männern geleitet wurden. Viele örtliche Stadträte hatten wenig Interesse daran, Gelder und Räumlichkeiten für Mädchenbildung bereitzustellen, sodass es in vielen Regionen bis zur Jahrhundertwende keine entsprechenden Einrichtungen gab. Erst ab Ende des 19. Jahrhunderts entstanden im deutschsprachigen Raum auf privater Initiative und ohne staatliche Unterstützung Mädchengymnasien und damit erstmals Bildungseinrichtungen die den Absolventinnen formal den Zugang zum Studium ermöglichten. Ein großer Schritt auf dem Weg zur Gleichstellung der Frauenbildung war eine Petition von 1887 an das preußische Unterrichtsministerium mit der Bitte um Gleichstellung der Mädchenausbildung mit der höheren Knabenausbildung (Gymnasium). Begleitet wurde diese Petition von der Schrift Über die höhere Mädchenschule und ihre Bestimmung, der sogenannten Gelben Broschüre von Helene Lange, in der eindringlich Kritik an der bestehenden Form der höheren Mädchenbildung geübt wurde.

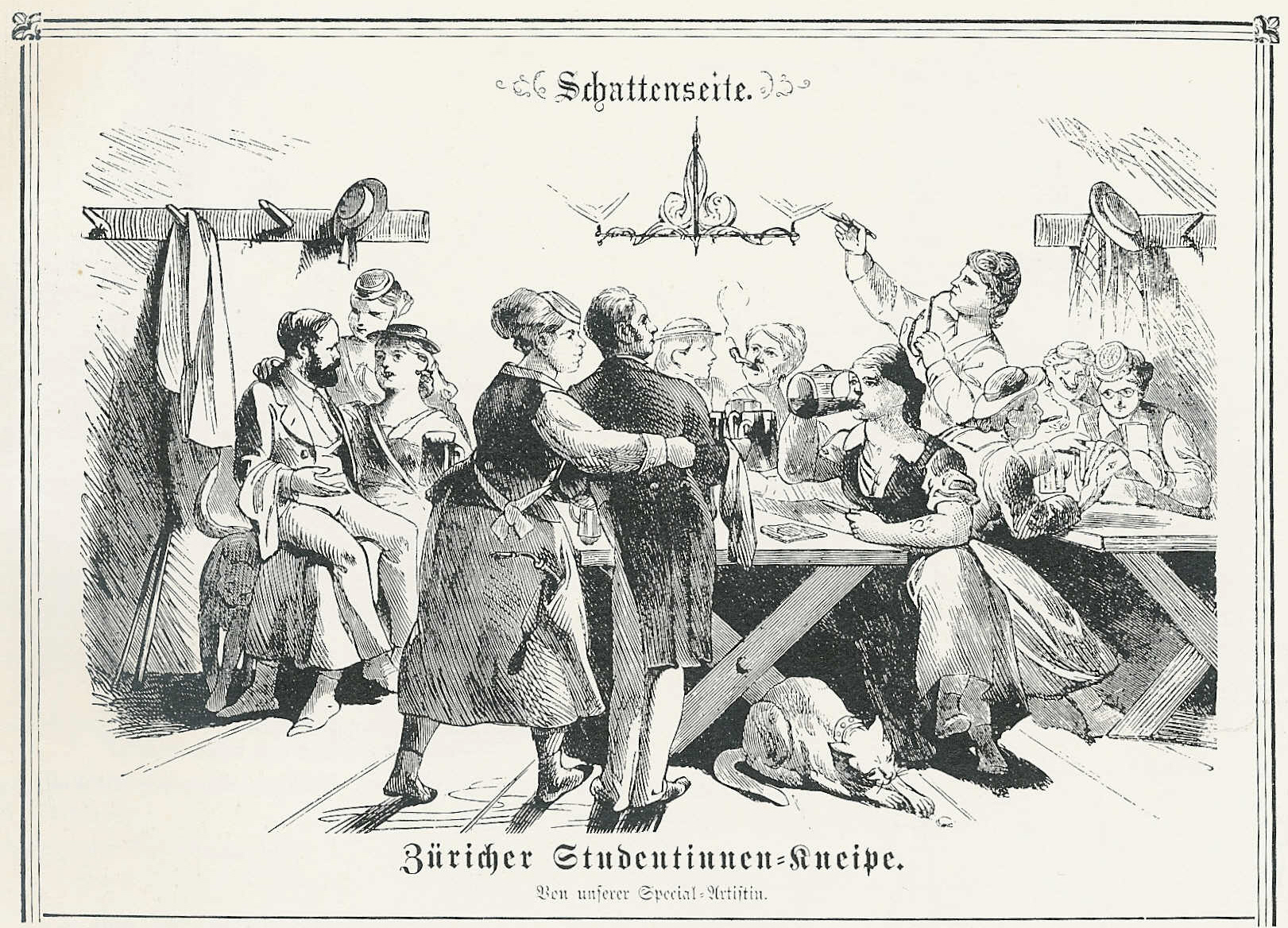
Parodistische Karikatur auf das Frauenstudium an der Universität Zürich: Studentinnen belästigen männliches Bedienpersonal in einer Kneipe (Stich von 1872)

Im Norddeutschen Bund und im Deutschen Kaiserreich waren Frauen bis 1908/09 formaljuristisch vom Studium an Universitäten ausgeschlossen. Die Öffnung der Universitäten für Frauen setzte kurz vor der Jahrhundertwende ein. Die Universitäten Heidelberg, Leipzig und Halle öffneten sich in den 1890er Jahren als Erste für „außerordentliche“ Studentinnen, d. h. für Frauen, die als Gasthörerinnen und unter Voraussetzung der Erlaubnis des lehrenden Professors an Vorlesungen teilnehmen konnten. Einen anerkannten Studienabschluss konnten sie jedoch nicht erlangen.
Bis zur Zulassung von Frauen zum Studium im ersten Jahrzehnt des 20. Jahrhunderts gingen deutsche Frauen vereinzelt für einen anerkannten Studienabschluss ins Ausland. In Zürich wurden Frauen ab 1864 zum Medizinstudium zugelassen, in London (London School of Medicine for Women) ab 1874. So absolvierte etwa die erste deutsche Zahnärztin Henriette Hirschfeld-Tiburtius ihr Studium in den USA. Hirschfeld-Tiburtius ermunterte Franziska Tiburtius und Emilie Lehmus, zum Medizinstudium in die Schweiz zu gehen. Die drei eröffneten 1875 gemeinsam eine Praxis in Berlin. Die ersten „ordentlichen“ deutschen Studentinnen begannen ihr Studium zwischen 1900 (Medizin in Baden) und 1909. Vorausgegangen war eine jahrzehntelange Diskussion zwischen der Frauenbewegung, den Universitäten und Kultusministerien über die „Befähigung“ und „Berechtigung“ von Frauen, ein reguläres Hochschulstudium zu absolvieren.
In den Erwerbungsgrundsätzen der Königlichen Bibliothek in Berlin blieb bis zum Beginn des 20. Jahrhunderts explizit festgeschrieben, dass von Frauen verfasste Bücher nicht anzuschaffen seien. Die Bestände der Bibliothek gingen ab 1990 in die Staatsbibliothek zu Berlin über.

#### Erste Wissenschaftlerinnen im modernen Universitätsbetrieb
Reformen der Bildungssysteme und das Aufkommen von Frauenrechtsbewegungen führten in der zweiten Hälfte des 19. Jahrhunderts in vielen Industriestaaten zum Einzug von Frauen in die Universitäten. In den USA gründete die Frauenrechtlerin Mary Lyon 1837 das erste College für Frauen. Bestärkt durch die US-amerikanische Frauenbewegung um Mary Lyon, Emma Willard und ihre Schwester Almira Lincoln Phelps zählten Forschungseinrichtungen der USA zu den weltweit ersten, die sich für weibliche Wissenschaftler öffneten. Anfangs beschränkten sich deren Betätigungen nur auf die Lehre sowie Hilfsarbeiten für männliche Wissenschaftler – ein Phänomen, das durch fehlende Reputation und die damalige Sozialisierung verstärkt wurde. Ab der Mitte des Jahrhunderts bildeten sich zahlreiche private Studienzirkel und Buchklubs wie die Dana Society of Natural History der Albany Female Academy, die Chautauqua Literary and Scientific Circle, die Society to Encourage Studies at Home oder der Philadelphia Botanical Club, die entweder nur weibliche Mitglieder aufnahmen oder in denen Frauen die Mehrheit der Mitglieder ausmachten. Nach der Entdeckung eines neuen Kometen wurde Maria Mitchell 1848 als erste Frau in die American Academy of Arts and Sciences aufgenommen. 1865 wurde sie die erste Professorin für Astronomie in den USA. Die American Philosophical Society zählte ab 1969 mit ihr, Elizabeth Cary Agassiz und Mary Somerville insgesamt drei weibliche Mitglieder.

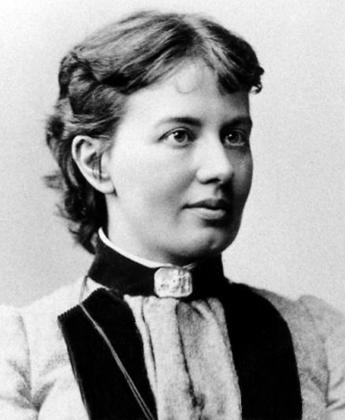
Sofja Kowalewskaja lehrte ab 1883 an der Universität Stockholm als weltweit erste Professorin für Mathematik (Foto: 1883)

Europäische Universitäten erlaubten Studienabschlüsse und Promotionen für Frauen ab den 1860er Jahren. In Frankreich wurden zwischen 1866 und 1882 insgesamt 109 akademische Grade an Frauen verliehen. Viele italienische Universitäten – im Mittelalter und in der Renaissance eine Hochburg für Studentinnen und Wissenschaftlerinnen – hatten Frauen im 18. und frühen 19. Jahrhundert ausgeschlossen und ließen sie in den 1870er Jahren wieder zu. In Berlin promovierte Elsa Neumann 1899 als erste Frau in Physik.
Die britische Mathematikerin Ada Lovelace entwickelte gemeinsam mit Charles Babbage Pläne für eine Rechenmaschine, die mittels Lochkarten mathematische Rechenaufgaben übernehmen sollte. Lovelace legte einen schriftlichen Plan vor, wie die Maschine die Bernoulli-Zahlen mittels heute noch verwendeter Programmiertechniken wie Schleifen, Verzweigungen und Rekursion berechnen könnte. Er gilt als das erste Computerprogramm der Welt.
In Russland profitierten Frauen bis in die frühen 1860er Jahre von einem relativ liberalen Universitätszugang, der ihnen die reguläre Teilnahme an Lehrveranstaltungen erlaubte. 1863 endete diese Politik und viele Studentinnen schlossen in der Folgezeit ihr Studium im Ausland ab. Russische Frauen gehörten weltweit zu den ersten, die in Mathematik, Medizin, Chemie, Zoologie und anderen naturwissenschaftlichen Fächern promovierten. Produkte dieses Systems waren etwa die Chemikerin Julia Lermontowa und Sofja Kowalewskaja. Kowalewskaja war 1869 nach Deutschland gegangen, wo sie in Heidelberg, Berlin und Göttingen studierte und promovierte. Ihre mathematische Hauptleistung ist die teilweise Bestätigung der Theorie partieller Differentialgleichungen mit dem Satz von Cauchy-Kowalewskaja und die Lösung eines Spezialfalles des Problems der Rotation fester Körper um einen Fixpunkt. Kowalewskaja wurde (abgesehen vom frühneuzeitlichen Italien) die weltweit erste Professorin der Mathematik und erstes weibliches Mitglied der Russischen Akademie der Wissenschaften.

### 20. Jahrhundert
Im 20. Jahrhundert wurden die Universitäten fast aller Staaten für Frauen geöffnet. Sie erhielten somit nach langen Kämpfen Zugang zu höherer Bildung und zugleich zu einer Institution, die von männlichen Erfahrungen durchdrungen und unter Ausschluss von Weiblichkeit entstanden war. Die heutige breite Beteiligung von Frauen in Wissenschaft und Forschung entwickelte sich jedoch nicht kontinuierlich und in Bezug auf verschiedene Fächergruppen und Regionen der Welt zudem verschieden intensiv. Im Allgemeinen bekleideten Wissenschaftlerinnen im Verlauf des 20. Jahrhunderts häufiger akademische Positionen. Allerdings blieben ihre Perspektiven und Möglichkeiten noch lange beschränkt.
|  |

#### Frauenstudium im deutschen Sprachraum

##### Frauenstudium in Deutschland
Im deutschen Kaiserreich errangen Frauen zwischen 1900 (Baden) und 1908 (Preußen) das Recht, sich an Universitäten als offizielle Studentinnen zu immatrikulieren. Die juristische Grundlage boten die „Allgemeinen Bestimmungen über die Höheren Mädchenschulen und die weiterführenden Bildungsanstalten für die weibliche Jugend“. Frauen konnten jedoch nach dem Wortlaut von § 3 des Erlasses bis 1918 von einzelnen Lehrveranstaltungen ausgeschlossen bleiben. Zudem war damit zunächst nicht das Recht verbunden, die Abschlussprüfungen abzulegen und einen akademischen Grad zu erlangen. Beispielsweise dürften Frauen ein juristisches Staatsexamen erst ab 1922 ablegen. Die ersten Studentinnen waren höhere Töchter privilegierter Eltern. Töchter aus Arbeiterfamilien studierten, wie auch deren Söhne, sehr selten.
Die Verfassung der Weimarer Republik bestätigte das Recht für Frauen zum Hochschulstudium. Gesellschaftliche Vorbehalte gegen studierte Frauen blieben jedoch bestehen und studienwillige Söhne wurden von den Eltern häufiger gefördert als studienwillige Töchter, deren höhere Ausbildung als Luxus galt.
Im Nationalsozialismus wurden jüdische und politisch unliebsame Studentinnen 1933 aus den Universitäten ausgeschlossen. Studentinnen wurden zu gleichzeitiger hauswirtschaftlicher Arbeit verpflichtet und ihr Anteil unter den Studierenden wurde gesetzlich auf maximal 10 % beschränkt. Das nationalsozialistische Frauenbild gebot einen Rückzug der Frauen in das familiäre Umfeld, wo sie Sorgearbeit für andere Familienmitglieder zu leisten hatten, und ächtete damit arbeitende und studierende Frauen. Ärztinnen und Juristinnen wurde ein Berufsverbot auferlegt. Die 10-Prozent-Klausel wurde zum Beginn des Zweiten Weltkrieges aufgegeben, da wegen der Wehrpflicht ein Männermangel in deutschen Universitäten zu verzeichnen war. Frauen wurden ermuntert, Studienplätze „ersatzweise“ zu besetzen, weshalb 1941/42 ein Anteil von 32 % der Studierenden weiblich war.
In der Bundesrepublik Deutschland sind Frauen formal gleichberechtigt und können de facto alle akademischen Grade erwerben. Konservative Rollenbilder prägten die Gesellschaft in der Adenauer-Ära weiterhin und erschwerten Frauen den Aufstieg in akademischen Berufen. Mit dem Aufkommen der Studierendenbewegungen und der neuen Frauenbewegung wurde in den 1970er Jahren eine Reihe von Bildungsreformen angestoßen, die den Zugang zum Studium für unterprivilegierte Gruppen erleichterten.
In der Deutschen Demokratischen Republik galt per Verfassung die Gleichberechtigung von Mann und Frau, was das Zugangsrecht von Frauen zur universitären Bildung mit einschloss. In den 1950er Jahren begannen gesetzliche Maßnahmen zur Förderung der beruflichen Qualifizierung von Frauen. Die Maßnahmen führten dazu, dass der Anteil von Studentinnen in der DDR zu jedem Zeitpunkt höher war als der in der Bundesrepublik. Die Privilegierung von Menschen aus der Arbeiter- und Bauernklasse führte bis in die frühen 1950er Jahre zu einem Rückgang des Anteils studierender Frauen, da diese vorrangig aus dem Bürgertum stammten. In den 1960er Jahren setzte eine neue Welle der Frauenförderung ein. Anstoß gaben der „Neue Ökonomische Kurs“ und der fluchtbedingte Mangel an Fachkräften. Neu eingeführte Maßnahmen waren etwa die Möglichkeit von Fern-, Abend- und Teilzeitstudiengängen sowie der Beurlaubung vom Studium für eine begrenzte Zeitdauer. 1971 betrug der Frauenanteil der Studierenden der DDR 45,6 %. Danach stagnierte der Zuwachs merklich.

#### Frauen in akademischen Positionen

##### Europa

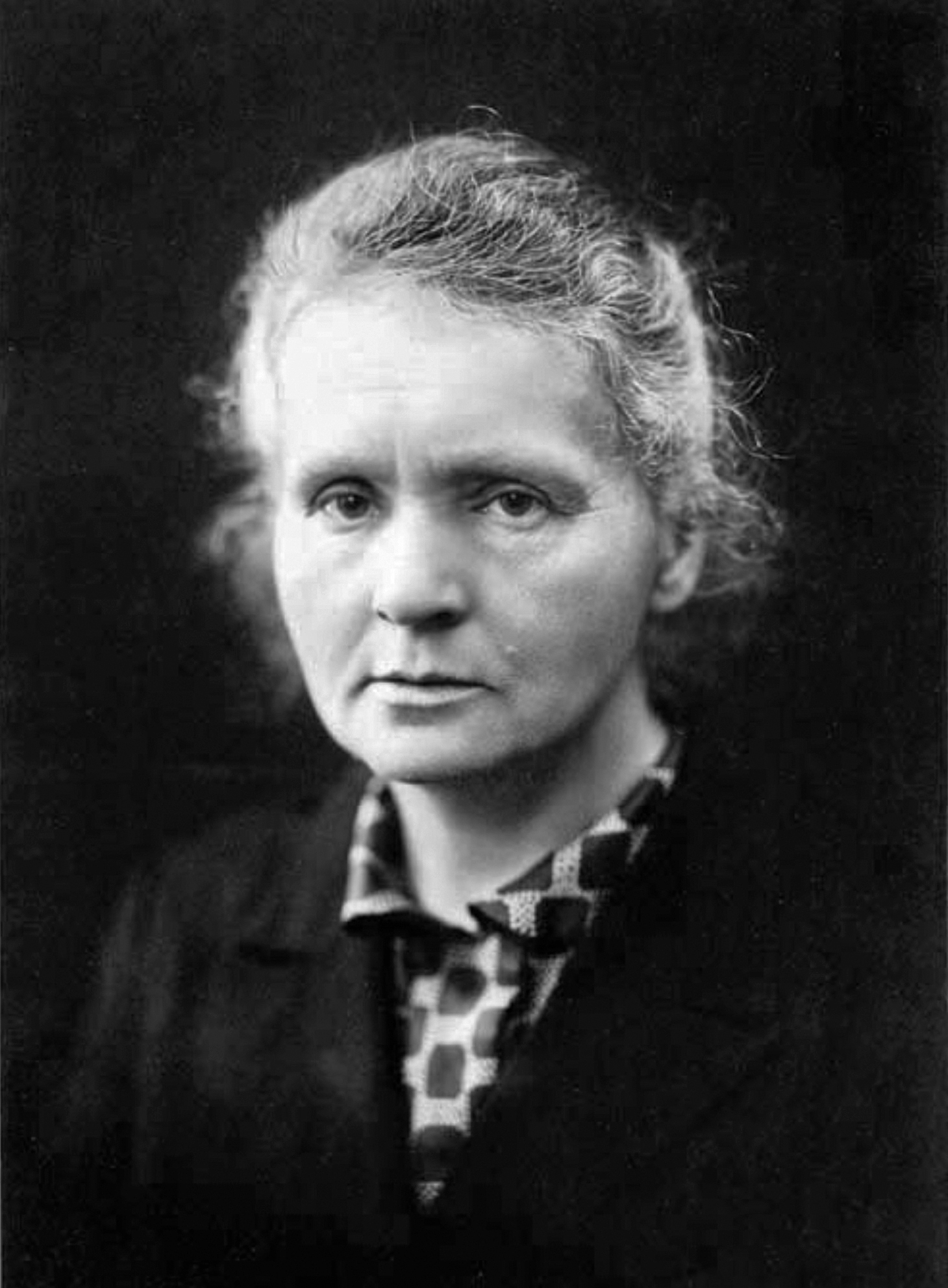
Marie Skłodowska Curie ist bisher die einzige Frau, der für ihre wissenschaftlichen Leistungen mehrfach ein Nobelpreis verliehen wurde (Fotografie um 1920)

Marie Curie entdeckte gemeinsam mit Henri Becquerel die Strahlungsfähigkeit bestimmter Stoffe und identifizierte, isolierte und charakterisierte in der Folgezeit die Elemente Radium und Polonium. Die Polin wurde hierfür 1903 und 1911 mit den Nobelpreisen für Physik und Chemie ausgezeichnet.
Die österreichisch-schwedische Kernphysikerin Lise Meitner war an der ersten physikalisch-theoretischen Erklärung der Kernspaltung beteiligt. Wegen ihrer Verfolgung in Nazideutschland wurden sie und ihr Neffe in der Veröffentlichung jedoch nicht als Koautoren genannt. 1945 wurde Meitners Kollege Otto Hahn für die Ausarbeitung mit dem Nobelpreis für Chemie ausgezeichnet.
Die britische Royal Society of London ließ erst nach dem Zweiten Weltkrieg weibliche Mitglieder zu.
Rosalind Franklin, britische Biochemikerin und Spezialistin für die Röntgenstrukturanalyse, trug wesentlich zur Aufklärung der Doppelhelixstruktur der DNA bei. Sie spezialisierte sich nach ihrem Studium auf Kristallstrukturanalyse und nahm eine Postdoc-Stelle in London an. Mittels einer Röntgenaufnahme der DNA, die Franklin dort gelungen war, konnten ihr Kollege Maurice Wilkins sowie James Watson und Francis Crick, die die Erkenntnisse Franklins unautorisiert und ohne ihre Zustimmung übernahmen, die Doppelhelixstruktur der DNA nachweisen und erhielten 1962 dafür den Nobelpreis für Medizin.
Die britische Radioastronomin Jocelyn Bell Burnell entdeckte als Studentin als Erste einen Neutronenstern. 1974 wurde dafür Antony Hewish, der Leiter des Projektes, in dessen Rahmen Bell Burnell ihre Entdeckung gemacht hatte, gemeinsam mit dem Wissenschaftler Martin Ryle mit dem Nobelpreis für Physik für seine Rolle bei der Entdeckung der Pulsare ausgezeichnet.

##### Deutschland
In Deutschland erhielt die Mikrobiologin Lydia Rabinowitsch-Kempner als zweite preußische Frau 1912 an der damaligen Berliner Universität einen Professorinnentitel. Sie bekam jedoch keine Lehrerlaubnis, da eine Habilitation von Frauen 1908 per Gesetz verboten worden war. Ihr folgte 1913 die Medizinerin Rahel Hirsch – ebenfalls ohne Lehrerlaubnis. Das Verbot der Habilitation für Frauen war in Preußen bis Februar 1920 in Kraft; offenbar wurde es an allen deutschen Universitäten stillschweigend übernommen. Den öffentlichen Dienst betreffende Verordnungen im Deutschen Kaiserreich sahen zudem vor, dass Frauen bei gleicher Anstellung und gleichem Arbeitsvolumen nur 70 % des Lohnes eines Mannes ausgezahlt bekamen. Diese Verordnungen blieben bis weit in Bundesrepublik gültig.
Nachdem in der Weimarer Republik 1918 beschlossen worden war, dass Frauen auch eine akademische Laufbahn einschlagen können, wurden erstmals 1923 zwei Lehrstühle mit Wissenschaftlerinnen besetzt: Die erste außerordentliche Professorin an einer deutschen Universität wurde Margarete von Wrangell. Bis zu ihrem Tod 1932 leitete sie ein Institut zur Erforschung von Phosphatdüngung im Bereich der Pflanzenernährungslehre. Das gemeinsam mit Friedrich Aereboe entwickelte Düngungssystem Aereboe-Wrangell ermöglichte eine Reduzierung des Phosphorsäurebedarfs des Bodens um bis zu 60 %. Ebenfalls 1923 wurde die Erziehungswissenschaftlerin Mathilde Vaerting zur außerordentlichen Professorin ernannt. Neben Wrangell und Vaerting wurden in der Weimarer Republik lediglich Lise Meitner (1926), Charlotte Leubuscher (1929), Rhoda Erdmann (1923) und Paula Hertwig außerordentliche, nicht verbeamtete Professorinnen. 1926 gründete Wrangell gemeinsam mit anderen den Deutschen Akademikerinnenbund zur Vertretung der beruflichen Interessen von Wissenschaftlerinnen.

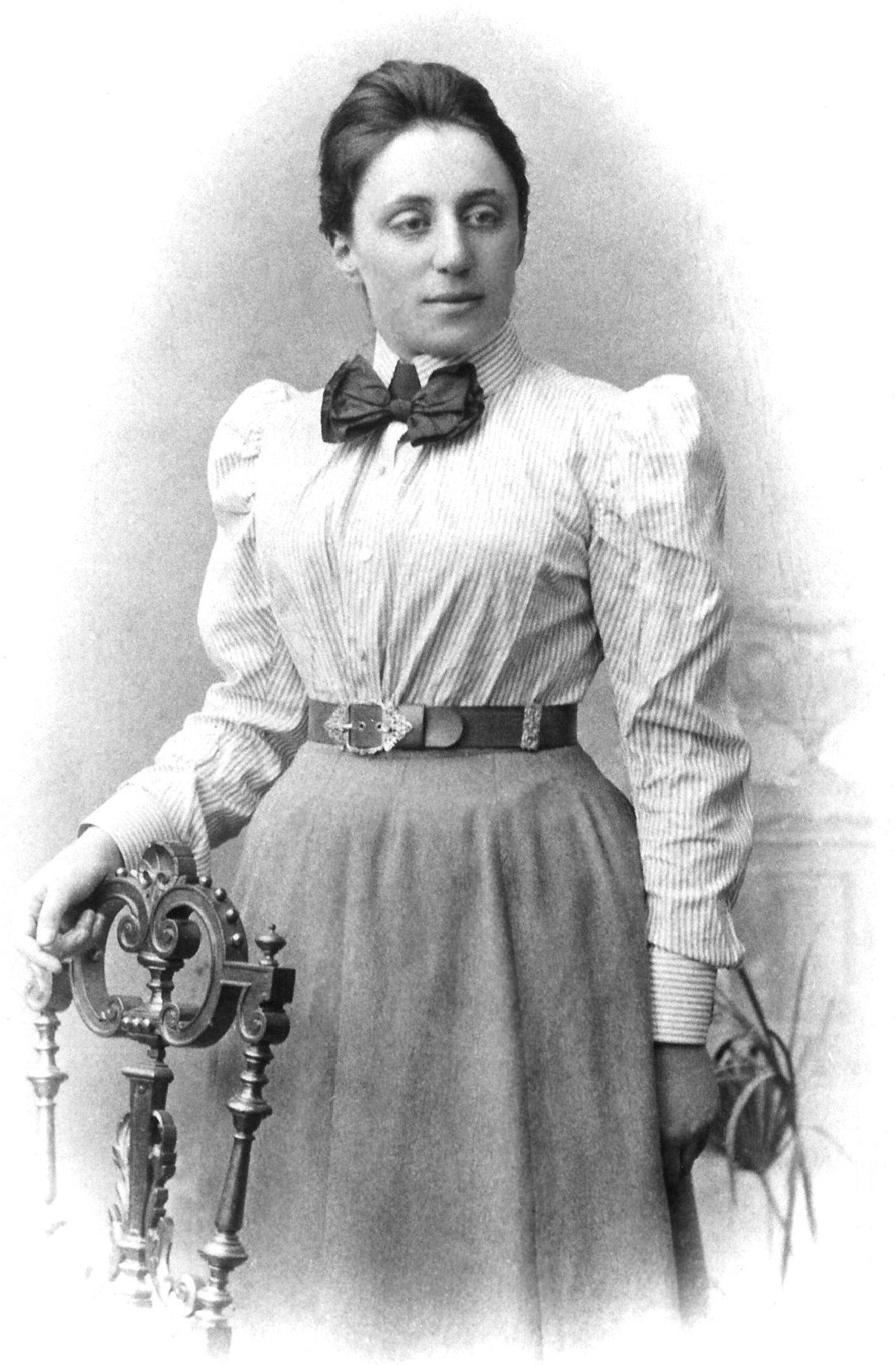
Die Mathematikerin Emmy Noether revolutionierte die Theorie der Ringe, Körper und Algebren. 1933 floh sie aus Deutschland (Fotografie um 1910)

Ab 1933 sank die Zahl der beschäftigten Wissenschaftlerinnen drastisch ab, bevor sie in den Jahren des Zweiten Weltkrieges wieder leicht anstieg. Bis 1937 gab es keine weiteren weiblichen Habilitationen, obwohl keine juristischen Bestimmungen dagegen erlassen worden sind. Zwischen 1937 und 1945 habilitierten sich elf Wissenschaftlerinnen. An der Berliner Universität hatte die Genetikerin und Botanikerin Elisabeth Schiemann bereits seit 1931 eine außerordentliche Professur inne. Sie forschte im damaligen Botanischen Institut in Berlin-Dahlem zur Geschichte der Kulturpflanzen und verlor nach einer Denunziation sowie nach einer Auseinandersetzung über die Umwandlung ihrer außerordentlichen in eine außerplanmäßige Professur 1940 ihre Lehrbefugnis.
Die Anstellung von Frauen in akademischen Positionen blieb bis in die 1950er Jahre eine Ausnahmeerscheinung. An den meisten deutschen Universitäten und Forschungsinstituten fanden sich bis zur Gründung der Bundesrepublik und der DDR lediglich jeweils ein bis zwei Frauen in einem akademischen Beschäftigungsverhältnis. An der Königlich-Preußischen Akademie der Wissenschaften wurden Frauen erst 1964 als ordentliche Mitglieder akzeptiert. Gegenüber anderen Forschungseinrichtungen und Universitäten bildeten die Kaiser-Wilhelm-Gesellschaft und die Berliner Universität mit dem vergleichsweise höchsten Frauenanteil des akademischen Personals eine Ausnahme: Zwischen 1919 und 1945 gab es an der Berliner Universität insgesamt 25 Privatdozentinnen und in den 41 Forschungsinstituten der Kaiser-Wilhelm-Gesellschaft, an denen bis 1945 insgesamt 254 Wissenschaftlerinnen angestellt waren, gab es zwischen 1917 und 1945 14 Abteilungsleiterinnen. Unter den 47 Privatdozentinnen des Landes waren die Mathematikerinnen Emmy Noether (Göttingen) und Hilda Pollaczek-Geiringer (Berlin), die Chemikerin Gertrud Kornfeld (Berlin) sowie die Physikerinnen Lise Meitner (Berlin), Hertha Sponer (Göttingen) und Hedwig Kohn (Breslau).
In den 1950er Jahren warb die DDR Wissenschaftlerinnen aus Westdeutschland mit dem Versprechen ab, keine Vorbehalte gegen deren beruflichen Aufstieg zu hegen. Tatsächlich war der Anteil von Professorinnen am Ende der Dekade kaum höher als 3 %. Erst zu Beginn der 1960er Jahre unternahm der Staat aus ökonomischem und ideologischem Interesse Maßnahmen zum Abbau bestehender Karrierehemmnisse. So versuchte man, durch die Betonung spezifisch weiblich konnotierter Fähigkeiten wie Genauigkeit, Fingerspitzengefühl und Einfühlungsvermögen, diese in die Wissenschaftskultur zu integrieren, und förderte somit eine genderspezifische Arbeitsteilung innerhalb der Universitäten, eine geringere Bezahlung der Wissenschaftlerinnen und ihre Festschreibung auf fremdbestimmte Hilfstätigkeiten. In den 1970er Jahren bildeten sich an den Universitäten Frauenausschüsse, die anfangs diese Entwicklungen kritisierten, dann aber zunehmend opportunistischer mit dem politischen Regime wurden. Die Akademie der Wissenschaften der DDR bot mit einer Beschäftigungsquote von 34 % Ende der 1960er Jahre vielen Wissenschaftlerinnen (zum Beispiel Rita Kuczynski) eine Nische, in der sie zum Teil autonom forschen konnten; das Beschäftigungsverhältnis ermöglicht allerdings keinen Aufstieg in höhere wissenschaftliche Positionen.
Christiane Nüsslein-Volhard ist die bisher einzige deutsche Wissenschaftlerin, die für ihre Forschung über die genetische Steuerung der frühen Embryonalentwicklung einen Nobelpreis verliehen bekam (1995). Hinzu kommt die in Deutschland geborene und ausgebildete Physikerin Maria Goeppert-Mayer, die 1930 in die USA auswanderte und 1963 als zweite Frau den Nobelpreis in Physik erhielt, für ihre Forschung zum Schalenmodell des Atomkerns.

##### USA
Nettie Stevens war eine US-amerikanische Genetikerin. Sie entdeckte als Erste – das heißt vor Edmund B. Wilson, dem die Entdeckung häufig zugeschrieben wird – dass das Geschlecht eines Organismus von seinen Genen abhängt.
Die chinesisch-US-amerikanische Physikerin Chien-Shiung Wu wies mit dem nach ihr benannten Wu-Experiment das Prinzip der Paritätsverletzung nach und trug im Rahmen des Manhattan-Projekts mit Untersuchungen über Isotopentrennung durch Gasdiffusion zur Entwicklung der Atombombe bei. Tsung-Dao Lee und Chen Ning Yang, die die Hypothese der Paritätsverletzung aufgestellt hatten, erhielten 1957 dafür den Nobelpreis für Physik. Wu, deren Experiment zu dessen empirischem Nachweis geführt hatte, wurde der Nobelpreis nicht zuteil.
1972 wurde in den USA per Kongressbeschluss eine Bildungs-Diskriminierung aufgrund des Geschlechtes verboten.
Weitere wichtige US-amerikanische Wissenschaftlerinnen:
- Grace Hopper (schrieb den ersten Compiler)
- Zytogenetikerin Barbara McClintock
- Gertrude Belle Elion
- Annie Jump Cannon
- Lillian Evelyn Gilbreth

### Wissenschaftlerinnen in der Wissenschaftsgeschichte
Eine Historiografie über Frauen in der Wissenschaft wurde bereits im Mittelalter begonnen, erlangte allerdings im jeweiligen wissenschaftsgeschichtlichen Mainstream keine große Bedeutung. Schon 1405 stellte Christine de Pizan in ihrem berühmten Le Livre de la Cité des Dames eine Reihe berühmter historischer Wissenschaftlerinnen vor. Erzählungen über berühmte Frauen der Historie und jener Zeit finden sich auch in Giovanni Boccaccios De mulieribus claris von 1361 bis 1362. Der deutsche Christian Friedrich Harleß publizierte 1830 ein Werk über die wissenschaftlichen Leistungen, die Frauen in Naturwissenschaft, Medizin und Geografie erbracht hatten. Schließlich nahm sich Ende des 19. Jahrhunderts die Frauenbewegung des Themas an. Im Zuge ihrer Forderung nach freiem Bildungszugang für Frauen entstanden mehrere Werke über Wissenschaftlerinnen, beispielsweise Alphonse Rebières Les Femmes dans la science oder Die Leistungen der deutschen Frau in den letzten vierhundert Jahren auf wissenschaftlichen Gebiete von Elise Oelsner.

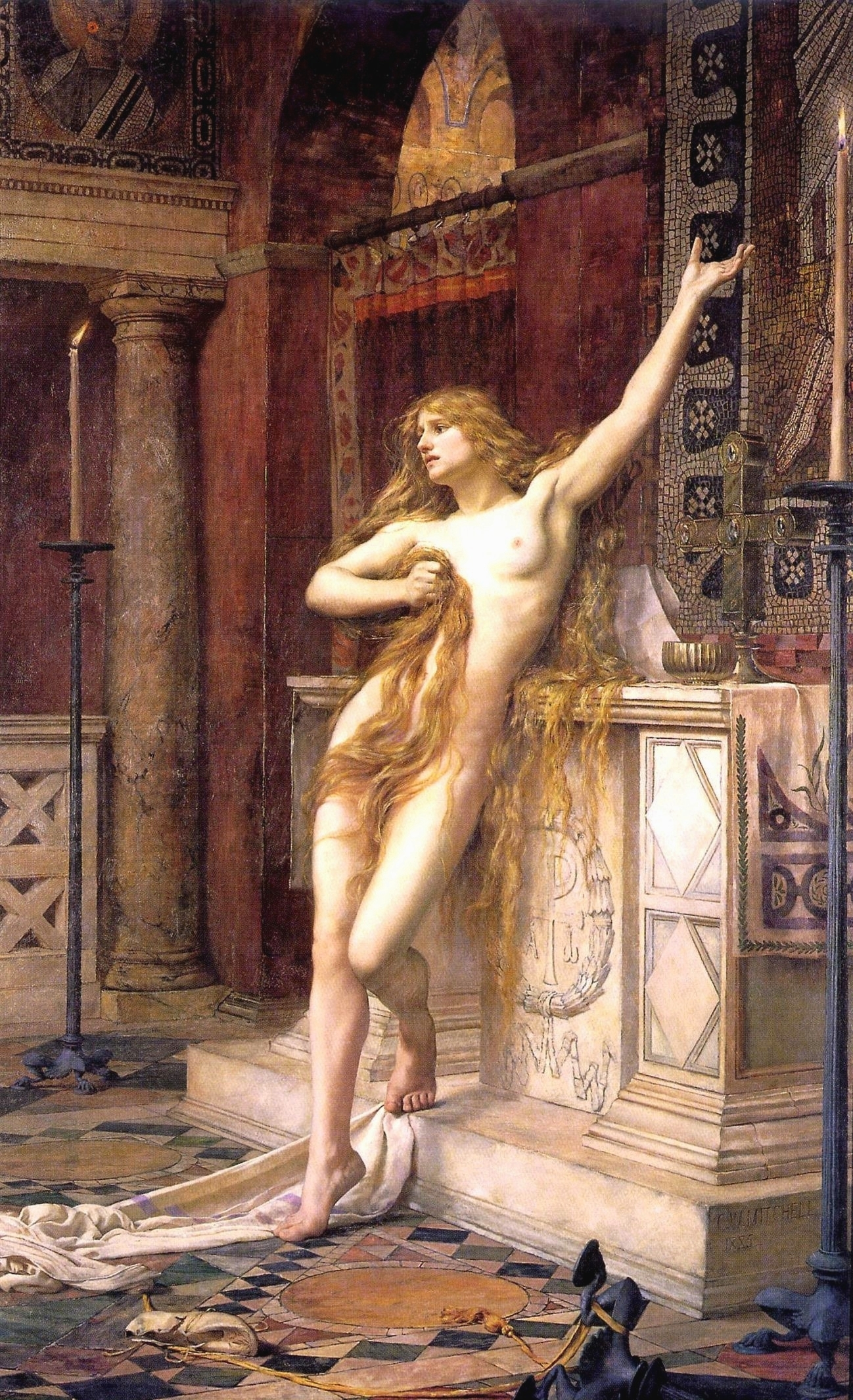
Der tragische Tod der antiken Mathematikerin Hypatia wurde – auch in sexualisierter Form – in der Geschichte weit ausführlicher rezipiert als ihr wissenschaftliches Werk, das folglich nicht überliefert wurde (Gemälde von Charles William Mitchell, 1885)

Bis in die 1970er Jahre hinein reflektierte die etablierte Wissenschaft jedoch nur verhalten über die eigene Rezeption von Wissenschaftlerinnen in der Geschichte. Im Kern wird in wissenschaftlichen und medialen Publikationen häufig die mit modernisierungstheoretischen Sichtweisen korrelierende Annahme aufgegriffen, dass Frauen erst seit etwa 1900 in ernst zu nehmender Weise in die Wissenschaft integriert worden seien. Die Universität war in den vergangenen Jahrhunderten jedoch nicht alleiniges Zentrum von Wissenschaft. Während die traditionelle Wissenschaftsgeschichte außerhalb der Universitäten forschende Frauen und Männer aus der Geschichtsschreibung ausschließe, so die Neuzeit-Historikerin Monika Mommertz, kranke die Geschlechtergeschichte der Wissenschaft an der Dominanz biografisch ausgerichteter Studien, die sich von der neuen internationalen Wissenschaftsforschung zudem zu isolieren drohen. Seit den 1980er Jahren ist das Interesse an weiblicher Wissenschaftsgeschichte erheblich gestiegen, sodass neben biografischen Arbeiten über einzelne Wissenschaftlerinnen, empirische Erhebungen an Hochschulen, Auswertungen amtlicher Statistiken und geisteswissenschaftliche Arbeiten zu dem Thema entstehen.
Untersuchungen über die Ursachen der Nichtbeachtung von Wissenschaftlerinnen in der Wissenschaftsgeschichte führen einerseits Marginalisierungsprozesse in der Geschichte und andererseits die Perspektivität heutiger Geschichtswissenschaft an. So ist die Rekonstruierbarkeit von weiblicher Wissenschaftsgeschichte außerhalb von Universitäten stark eingeschränkt, da Frauen in der Vergangenheit häufiger unter männlichem Pseudonym publizierten, ihre Leistungen von der Nachwelt nicht selten ihren männlichen Förderern zugeschrieben wurden und Publikationen und Manuskripte von Wissenschaftlerinnen der Vormoderne deutlich geringere Überlieferungschancen hatten als die von Männern – und zugleich, weil die Wissenschaftsgeschichte diesen Rekonstruktionsaufträgen nicht befriedigend nachkommt.
Ein Erklärungsansatz für die Nichtbeachtung von Wissenschaftlerinnen ist der von der Wissenschaftshistorikerin Margaret W. Rossiter beschriebene Matilda-Effekt. Demnach sei forschenden Frauen sowohl die Selbstständigkeit als auch die Objektivität bei der Erlangung von wissenschaftlichen Erkenntnissen aberkannt worden. Historiografen und Historiker des Altertums und des Mittelalters waren oft mehr an Keuschheit und Lebenswandel historischer Frauenfiguren interessiert als an ihren intellektuellen Leistungen, sodass den Liebesgeschichten von etwa Aspasia, Lastheneia von Mantineia, Theano oder Leontion mehr Aufmerksamkeit entgegengebracht wurde als ihren wissenschaftlichen Erkenntnissen. Häufig wurden ihre Werke wegen angeblicher Unmoral ihrer Verfasserinnen im Laufe der Jahrhunderte schlechtgemacht. Der Ansatz bezieht sich sowohl auf die historische Resonanz auf forschende Frauen, als auch auf ihre Rezeption in der aktuellen Wissenschaftsgeschichte.
Die Wissenschaftshistorikerin Naomi Oreskes weist die in biologistischen Argumentationen und von einigen feministischen Autorinnen vertretene Ansicht zurück, es gebe einen weiblichen Stil, Wissenschaft zu betreiben, der sich durch höhere Empathie und stärkere Aufmerksamkeit für Zusammenhänge, aber auch durch eine geringere Objektivität auszeichne. Sie argumentiert, dass Objektivität im überwiegenden Verlauf des 19. und 20. Jahrhunderts als wissenschaftliches Ideal nicht existierte. Sie führt an, dass rechnerische und analytische Tätigkeiten als Frauenarbeit und als Routineaufgaben betrachtet wurden, wenn Frauen sie ausübten. Stattdessen habe das Bild des aufopfernden Wissenschaftlers zu einer Abwertung der wissenschaftlichen Leistung von Frauen geführt, deren Aufopferung für außerfamiliäre Angelegenheiten lange geächtet wurde.

## Wandel wissenschaftlicher Praktiken
Die Feministische Wissenschaftstheorie setzt sich kritisch mit dem Objektivitätsanspruch der Wissenschaft auseinander. Feministische Wissenschaftskritikerinnen wie Donna Haraway und Sandra Harding setzen sich für das Ideal einer Wissenschaft ein, die sich mit ihrer eigenen Perspektive kritisch auseinandersetzt und den fragmentarischen Charakter von Wissen erkennt und benennt.
Feministische Wissenschaften stellen bisherige Erkenntnisse etwa der medizinischen Geschlechterforschung, des biologischen Determinismus, der Archäologie sowie etablierte Interpretationen der Philosophie und Literaturwissenschaften in Frage.

## Interessenverbände, Fördereinrichtungen und Preise
Zur Vertretung der Interessen von Wissenschaftlerinnen wurden Berufsverbände und Fördereinrichtungen gegründet. Einige der größten seien hier genannt:
- European Platform of Women Scientists (EPWS)
- International Network of Women Engineers and Scientists (INWES)
- International Conference of Women Engineers and Scientists (ICWES)
- Association for Women in Science (AWIS)
- Kompetenzzentrum Frauen in Wissenschaft und Forschung (CEWS)
- Bundeskonferenz der Frauenbeauftragten und Gleichstellungsbeauftragten an Hochschulen (BuKoF)[132]
- deutscher ingenieurinnenbund (dib)
- Stiftung zur Förderung jüdischer Frauen in Kunst & Wissenschaft[133]
- American Association of University Women (AAUW)
- Committee W on the Status of Women in the Academic Profession
- Organization for Women in Science for the Developing World (OWSD)

Die Förderung von Wissenschaftlerinnen umfasst auch die Verleihung von Preisen für herausragende Leistungen. Die Preise werden teils geschlechtsneutral, teils nur an Frauen vergeben und honorieren Leistungen in verschiedenen Gebieten der Wissenschaft und in der Frauenforschung:
- Agnes Fay Morgan Research Award für außerordentliche Forschungsleistungen in der Chemie oder Biochemie (seit 1951)
- Annie-Jump-Cannon-Preis für Astronomie für Nachwuchs-Astronominnen (seit 1933)
- Elizabeth Blackwell Medal für medizinische Forschung und Gynäkologie (seit 1949)
- Hertha-Sponer-Preis für hervorragende wissenschaftliche Arbeiten auf dem Gebiet der Physik (seit 2002)
- Krieger-Nelson-Preis für außergewöhnliche Leistungen auf dem Feld der Mathematik (seit 1995)
- Margaret W. Rossiter History of Women in Science Prize der History of Science Society für einen hervorragenden Forschungsbeitrag über die Geschichte der Frauen in der Wissenschaft (seit 1987)
- Margherita-von-Brentano-Preis für hervorragende wissenschaftliche Leistungen oder Projekte im Bereich der Frauenförderung oder der Geschlechterforschung (seit 1995)
- Noether Lecture für fundamentale Beiträge zur Mathematik (seit 1980)
- UNESCO-L’Oréal-Preise für das Lebenswerk von Forscherinnen aus den Lebens- oder Materialwissenschaften (seit 1998)
- Weizmann Women in Science Award für herausragende Wissenschaftlerinnen, die bedeutende Beiträge in ihrem Forschungsfeld erbracht haben (seit 1994)